# Stadtpfarrkirche Mariä Himmelfahrt (Landsberg am Lech)

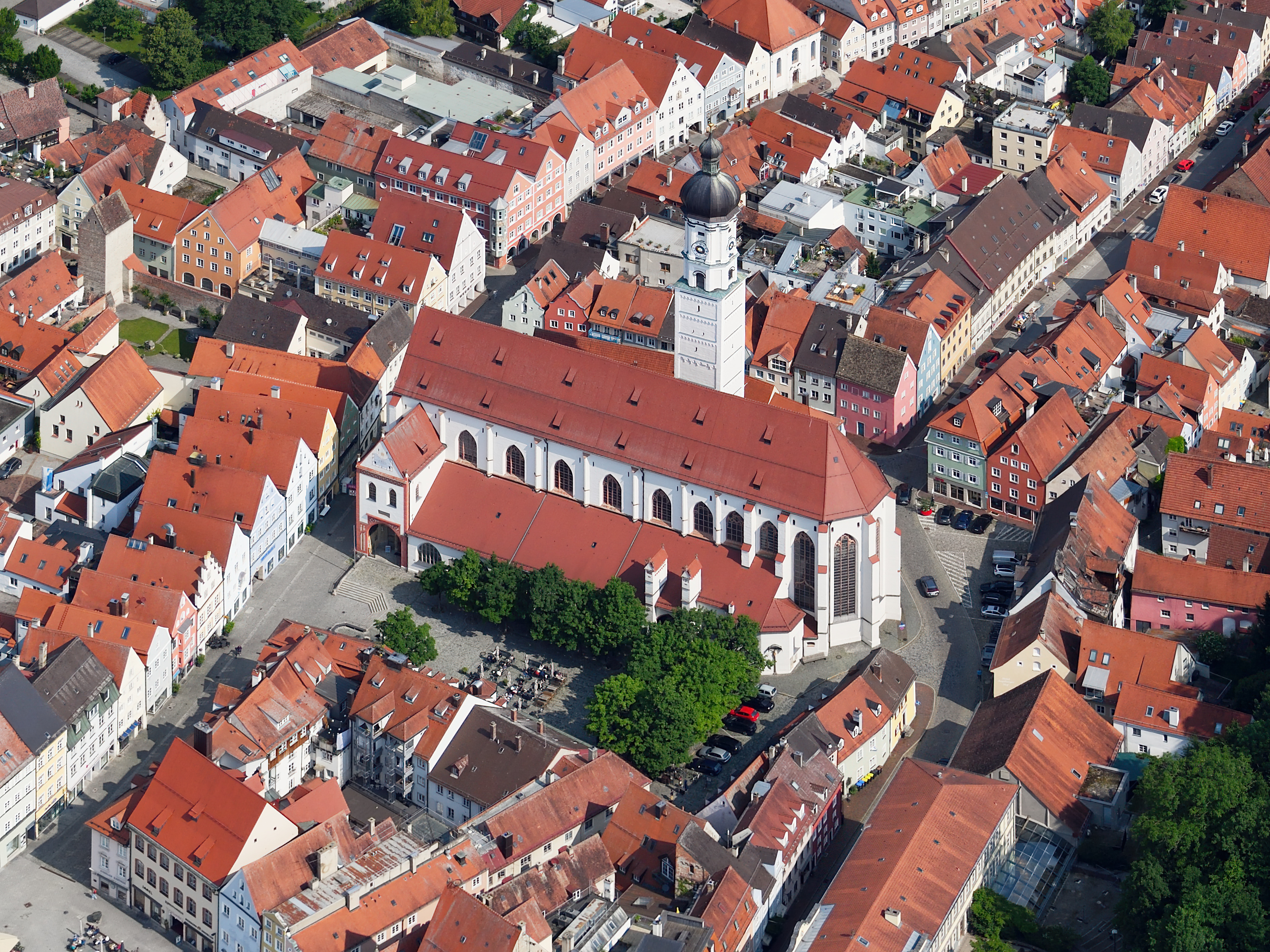
Stadtpfarrkirche Mariä Himmelfahrt, Luftaufnahme von Südosten

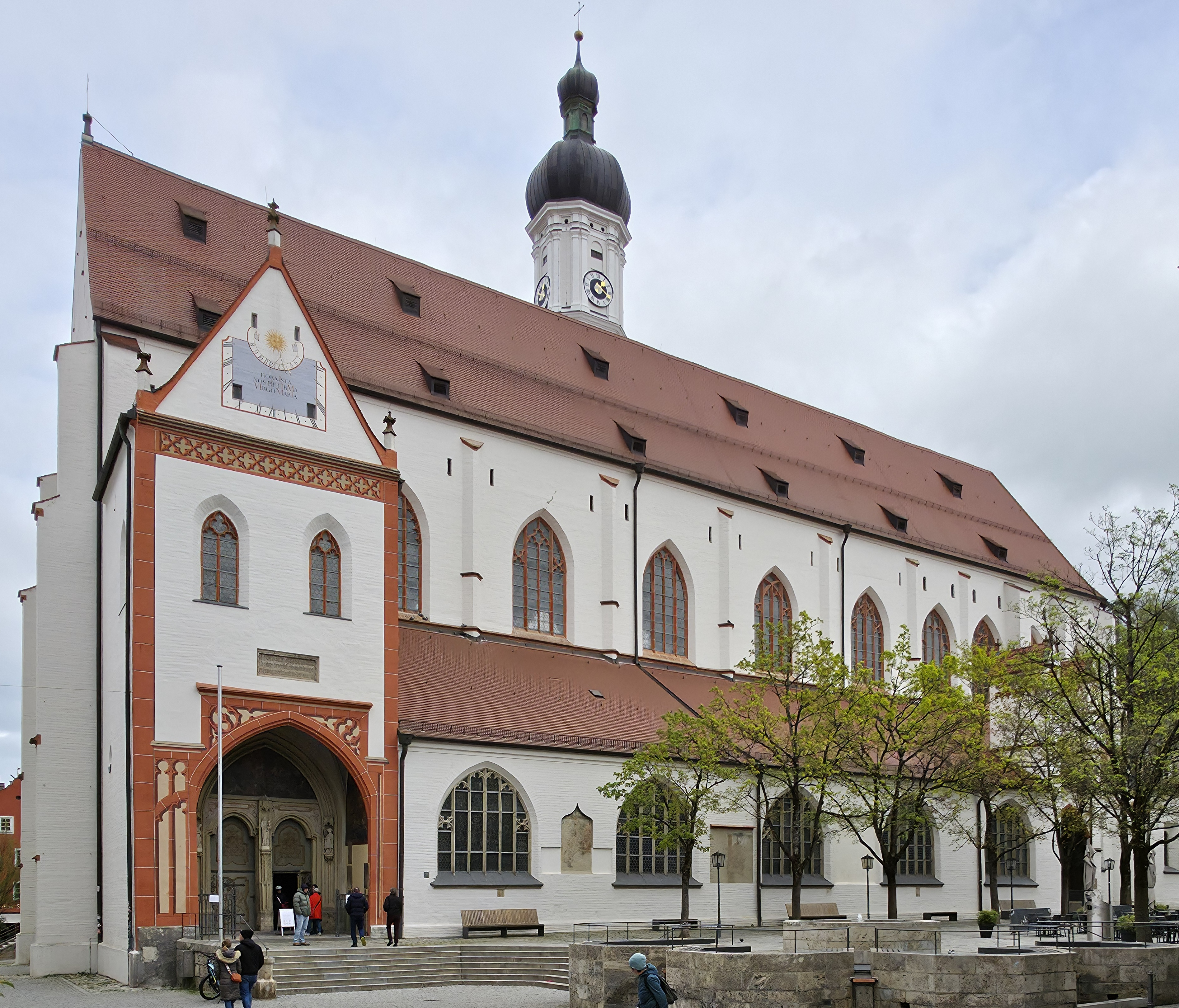
Ansicht von Südwesten

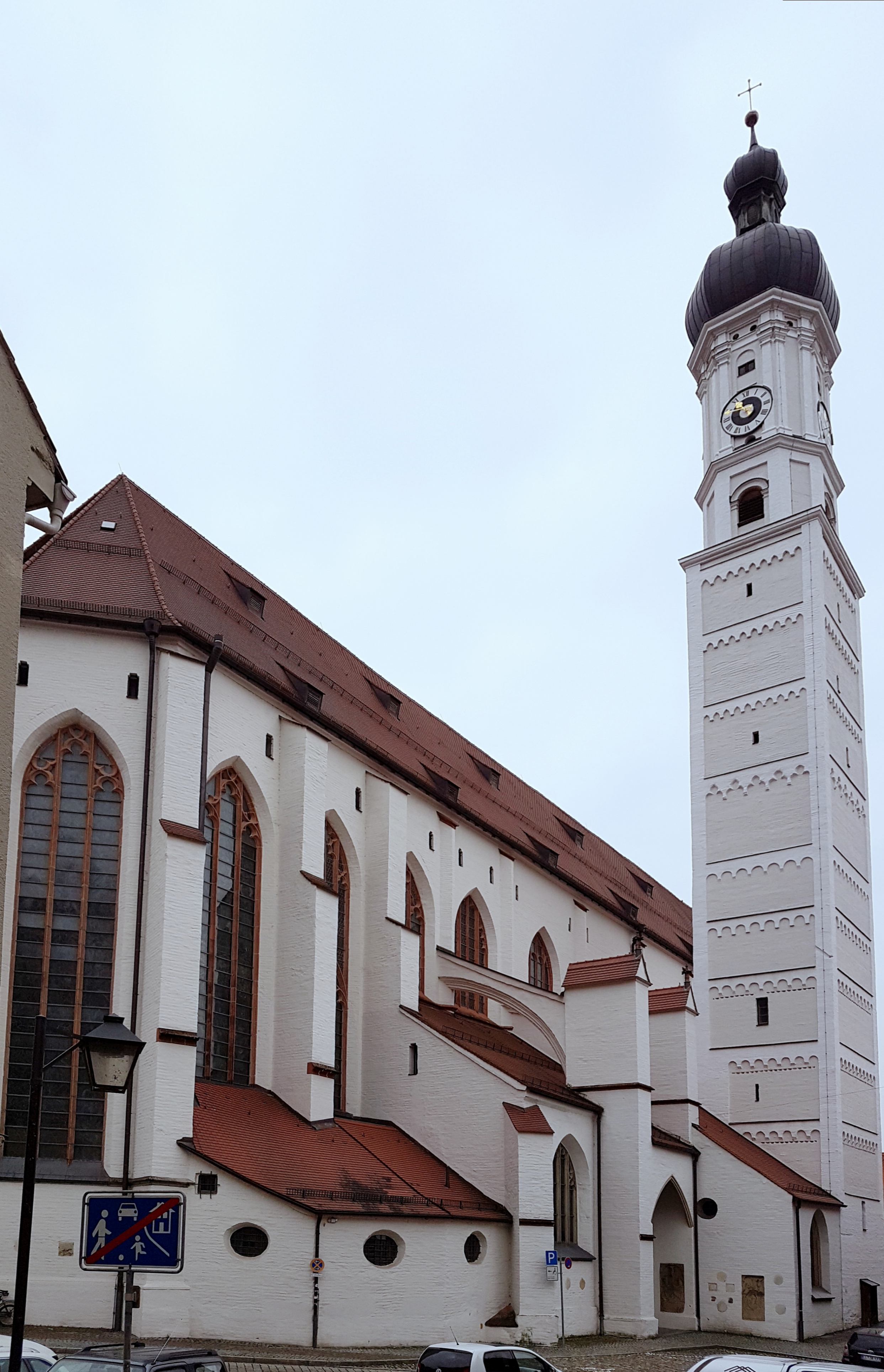
Ansicht von Nordosten

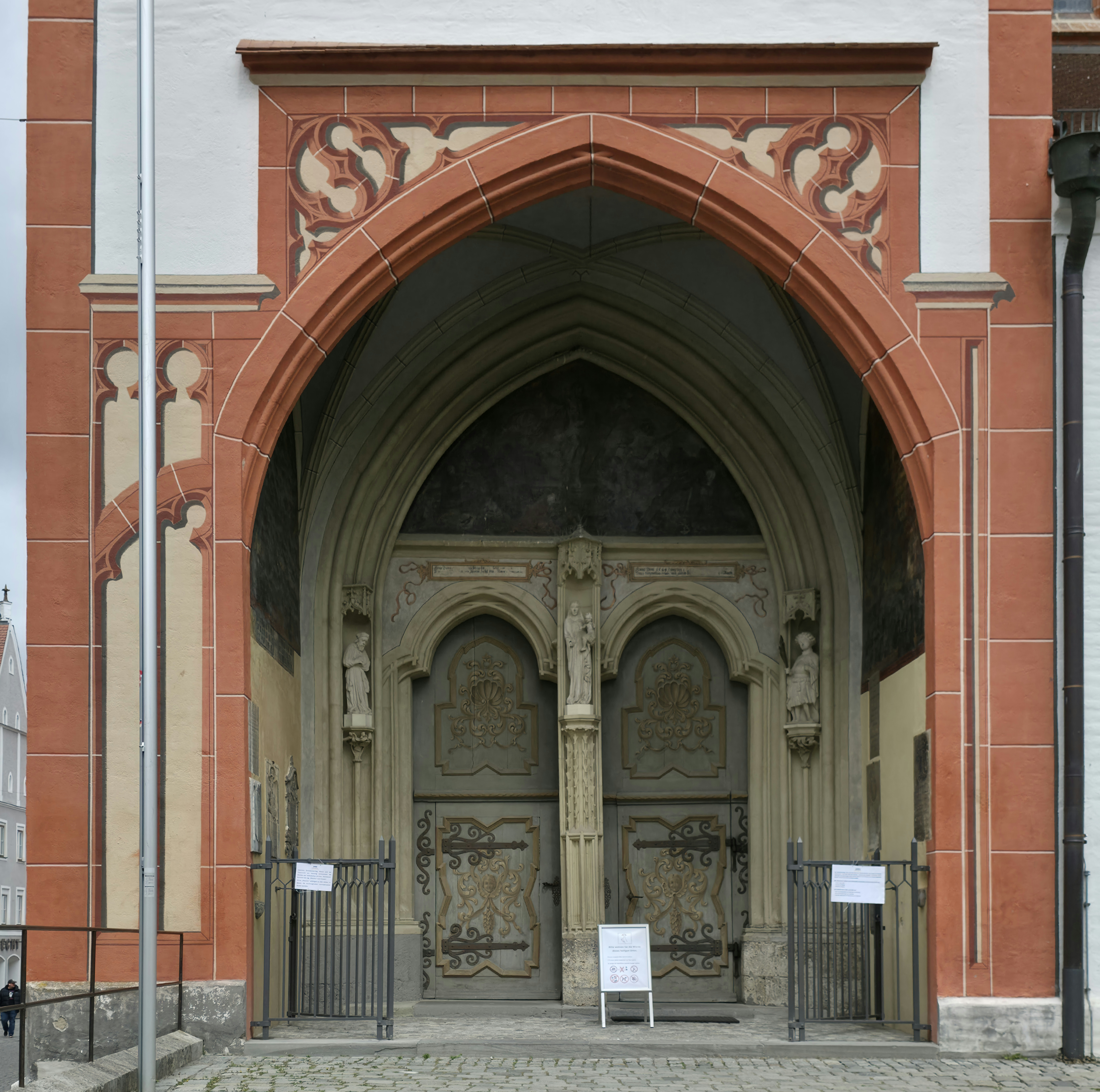
Das Südwestportal

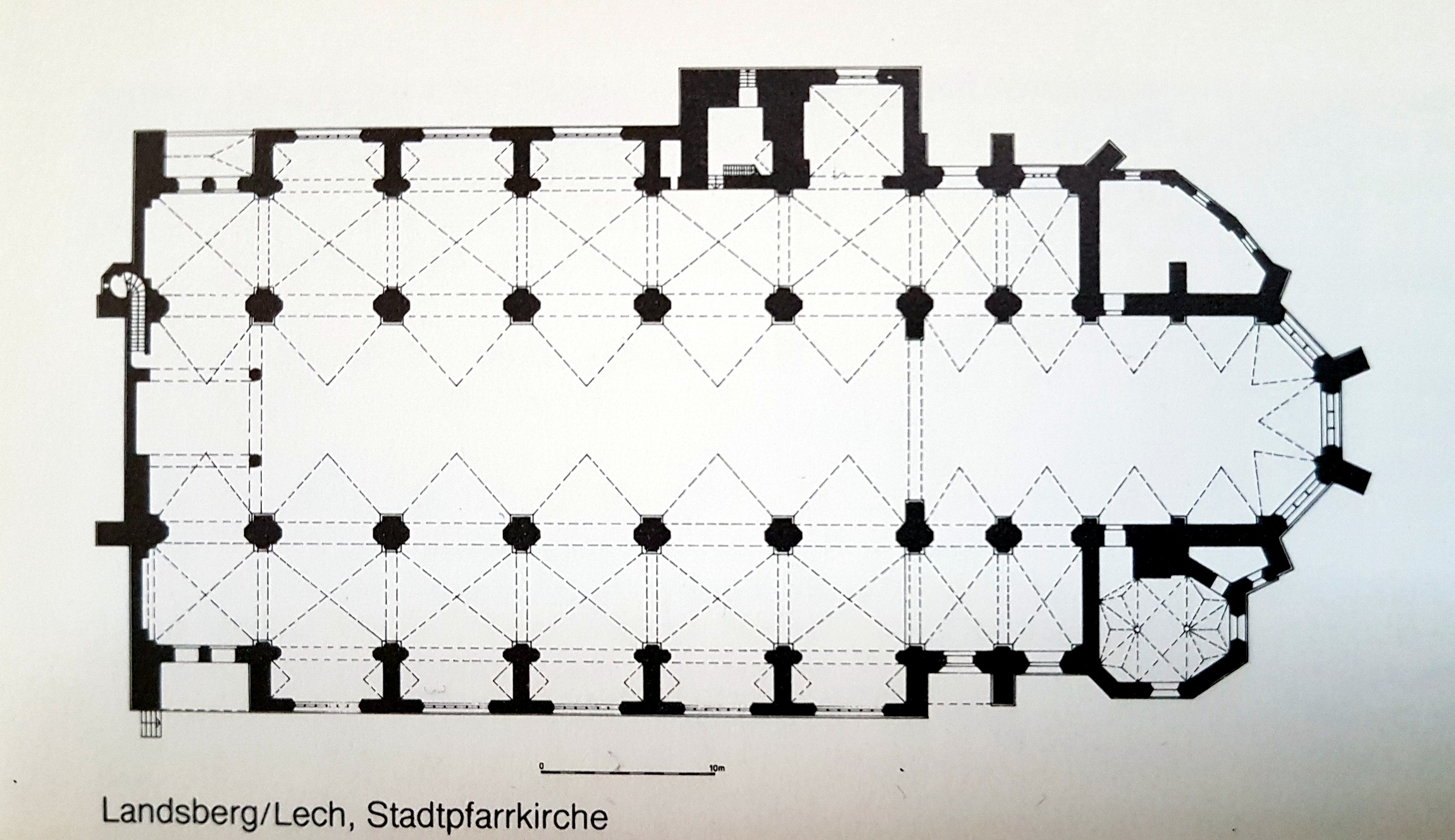
Grundriss

Die katholische Stadtpfarrkirche Mariä Himmelfahrt ist die Hauptkirche der Stadt Landsberg am Lech. Sie befindet sich am Georg-Hellmair-Platz. Das unter der Aktennummer D-1-81-130-76 denkmalgeschützte Bauwerk ist eine stattliche dreischiffige Pfeilerbasilika mit Polygonalchor, Langhausflankenturm und zwei Vorhallen im Nord- und Südwesten, das nach Plänen von Matthäus Ensingers unter Mitwirkung von Valentin Kindlin und Veit Maurer in den Jahren 1458 bis 1488 errichtet und von 1680 bis 1710 barockisiert wurde.

## Geschichte

### Vorgängerbau
Die Kirche wird an diesem Standort erstmals 1219 erwähnt. Während der Spätromanik wurde sie als dreischiffige Basilika ausgebaut und um einen Chor erweitert. Der aus dieser Zeit stammende Taufstein ist erhalten geblieben, er befindet sich im Mittelschiffgang.

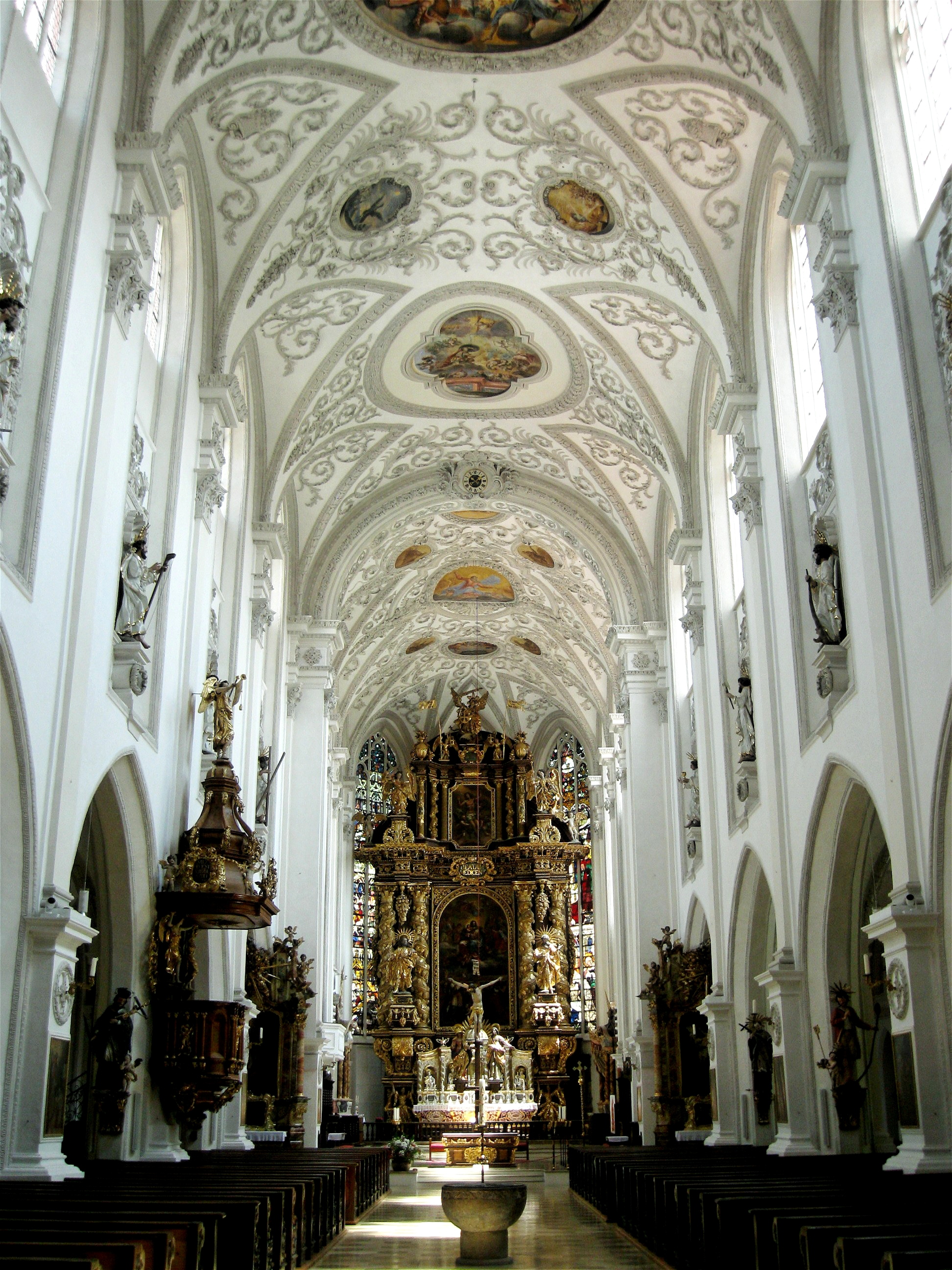
Innenansicht gegen Osten

Innenansicht nach Westen

Das Langhausgewölbe

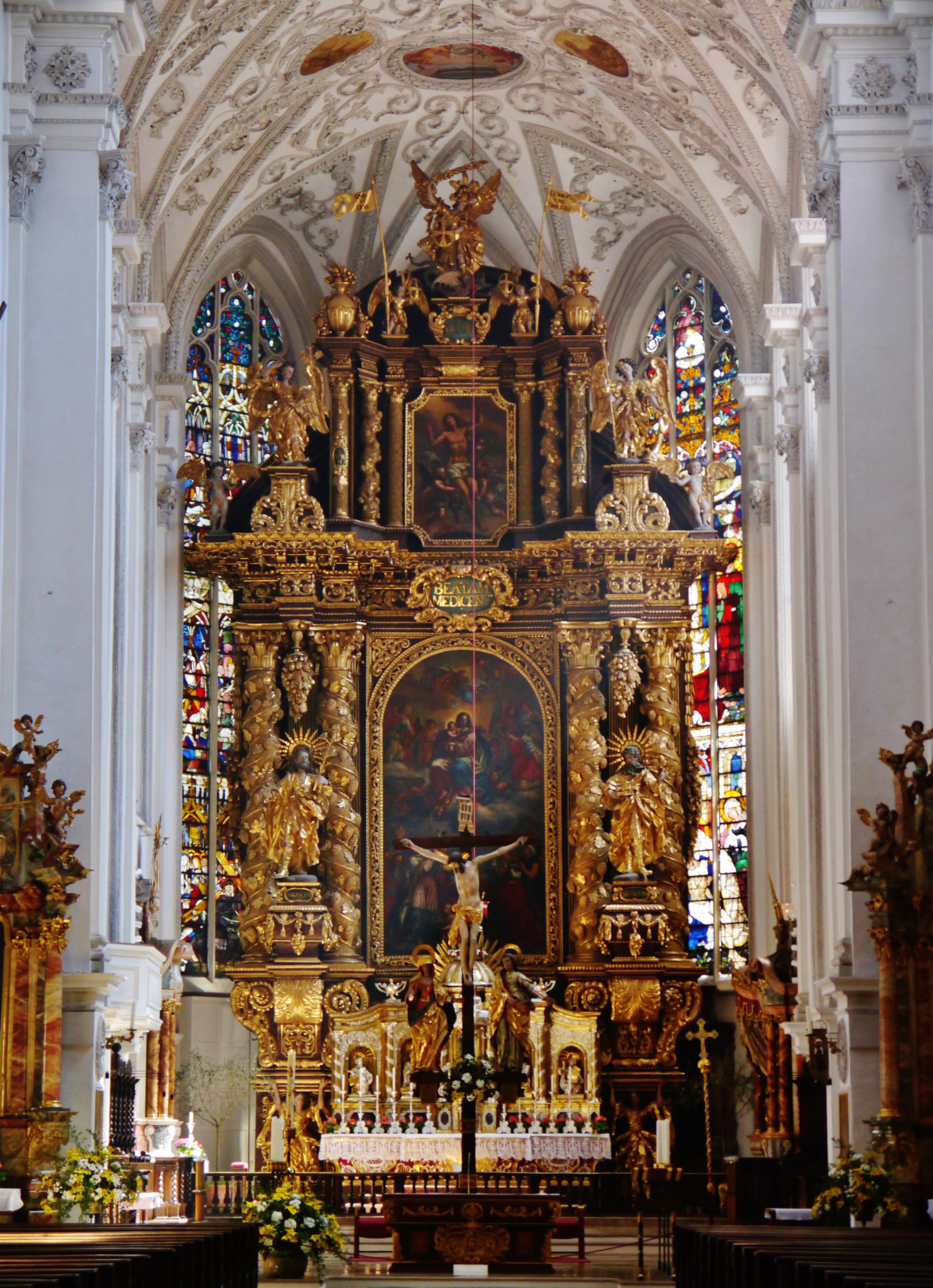
Hochaltar mit Kreuzigungsgruppe im Vordergrund

### Heutiger Bau
Den Grundstein legte Abt Leonhard von Wessobrunn im Jahre 1458. Die spätgotische Pfeilerbasilika entstand nach Plänen Matthäus Ensingers, der auch entscheidend zum Bau des Ulmer und der Vollendung des Straßburger Münsters beitrug. Das Mauerwerk besteht größtenteils aus Ziegelsteinen. Die Fassaden sind heute überwiegend geschlämmt, teilweise auch glatt verputzt. Ausgeführt wurde der Bau unter Leitung der Straßburger Baumeister Valentin Kindlin und Ulrich Kiffhaber. 1466 erfolgte die Weihe. Die geschnitzte Holzmadonna an der Nordseite des Chores, die um 1440 entstand, stammt wahrscheinlich vom Ulmer Hans Multscher.

### Spätere Veränderungen
Im 17. Jahrhundert wurde die Kirche barockisiert und neu ausgestattet. 1979 erfolgte eine umfassende Innenrenovierung, bei der eine Elektro-Nachtspeicherheizung eingebaut wurde. Des Weiteren wurden die mittelalterlichen Glasmalereien im Chor von der Münchner Werkstätte Gustav van Treeck restauriert und mit einer Außenschutzverglasung versehen.
Die Gesamtsanierung der Kirche wurde von 2007 bis 2010 durch den Münchener Architekten Christoph Maas durchgeführt. Im Rahmen dieser Sanierung wurde der Westgiebel statisch saniert, das Südportal teilweise unterfangen und das Dach zimmermannsmäßig und mit Stahleinbauten ertüchtigt und neu eingedeckt. Die Dachstühle der Seitenschiffe, die Stuckausstattung sowie die Gewölbe wurden saniert. Neben allgemeinen Reinigungsarbeiten im Gebäude und an Gemälden wurden insbesondere die Gemälde von Joseph Bernhard (1702) und Johann Jakob Pottmayr (1702) mit Ergänzungen von Waldemar Kolmsperger (1903) gereinigt. Die Außenschutzverglasung der mittelalterlichen Glasmalereien im Chorraum von 1979 wurde erneuert, die circa 400 mittelalterlichen Glasmalereien im Chorraum und die circa 220 von der Mayer’schen Hofkunstanstalt geschaffenen Glasmalereien konserviert und mit Schutzverglasungen ausgestattet.
Die Steinrestaurierungen wurden von der Bamberger Firma Bauer-Bornemann, die Arbeiten an sämtlichen Glasmalereien des Mittelalters und des 19. Jahrhunderts wurden von der Würzburger Firma Rothkegel Glas GmbH ausgeführt.

## Baubeschreibung

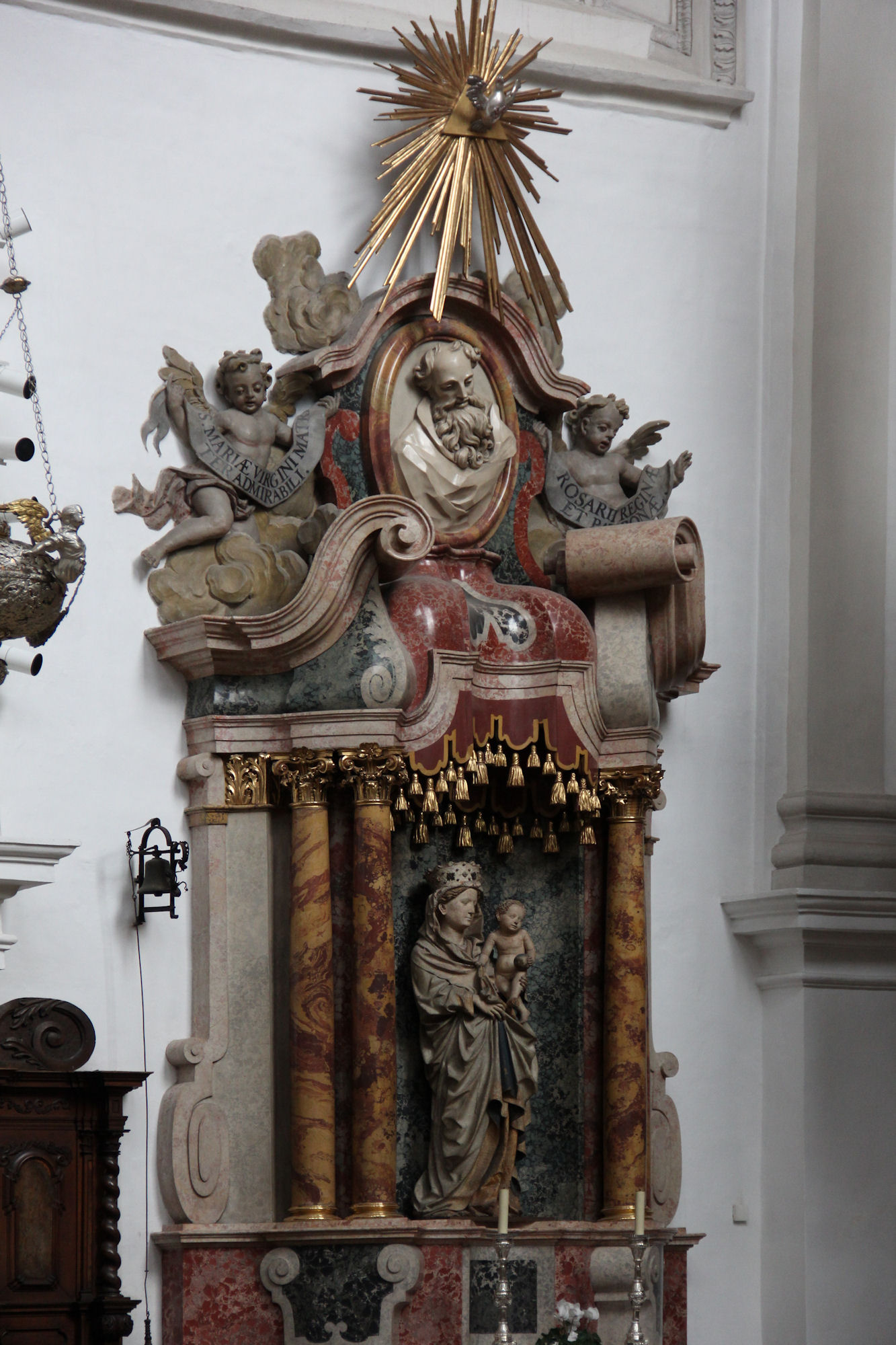
Rosenkranzaltar mit Multscher-Madonna

Eligiusaltar

### Bauform
Die Kirche ist eine ursprünglich flachgedeckte Pfeilerbasilika mit einem sechsjochigen Langhaus mit einer Länge von 70,2 m, einer Breite von 33,2 m und einer Firsthöhe von 35 m. Der nicht eingezogene Chor schließt mit einem Fünfachtelschluss mit Strebepfeilern, auch an den Wänden des Hochschiffs. Alle Fenster sind spitzbogig und mit Maßwerk verziert. Das Bauwerk wird über zwei Doppelportale unter Vorhallen mit Rippengewölbe erschlossen, die nordwestlich und südwestlich am Langhaus liegen; die letztere mit einem spätgotischen Kapellenraum im Obergeschoss. Der 70,6 m hohe, ungewöhnlich schlanke Turm ist an der zweiten Langhausachse von Osten an der Ostseite angeordnet. Die unteren sechs Geschosse stammen offenbar noch von dem Bau des 13. Jahrhunderts, sind mit Rundbogenfriesen verziert und tragen den ältesten Glockenstuhl in Bayern aus dem Jahr 1417. Der barocke Oberteil mit Zwiebelhaube wurde 1699 von Michael II. Beer erbaut. Die südlich am Chor angebaute, 1464 vollendete Sakristei ist in den Formen eines in Ost-West-Richtung gestreckten Achtecks erbaut und mit einem zierlichen Sterngewölbe geschlossen.
Der Innenraum des Chores wurde nach einer Jahreszahl 1488 gewölbt. Im Langhaus schließt ein barockes Holzgewölbe mit Stichkappen und halbrundem Querschnitt aus dem Jahr 1702 den Raum ab. In den Seitenschiffen sind spätgotische Kreuzrippengewölbe eingezogen, in den Seitenkapellen Quertonnengewölbe. Beide Raumteile sind zum Mittelschiff durch Spitzbogenarkaden geöffnet, zwischen denen im Mittelschiff schlanke, korinthische Pilaster stehen. Eine um 1790 eingebaute Westempore wurde 1979 abgebrochen.

### Stuckatur und Deckenbilder
Der Wessobrunner Stuck aus der Zeit von 1702–1707 stammt von Matthias Stiller aus Ettringen. Die Gewölbestuckaturen bestehen aus spiraligen Akanthusranken, Fruchtgehängen und Rosetten, die Stichkappengrate und Bildrahmen sind aus kräftigen Eichen- und Lorbeerstäben geformt. Die Deckenbilder im Chor wurden 1705 von Johann Jakob Pottmayer (Potma) ausgeführt, 1902 von Waldemar Kolmsperger dem Älteren übermalt und 1968 erneut überarbeitet. Das längsovale Mittelbild mit der Darstellung von Mariä Himmelfahrt wurde 1980 wieder freigelegt, nach Osten hin ist das leere Grab Christi und nach Westen hin Gottvater dargestellt.
Im Mittelschiff sind ebenfalls drei große Bildfelder zu finden, die Joseph Bernhard zugeschrieben werden. Im mittleren, längsovalen Feld sind die Taube des Heiligen Geistes und musizierende Engel dargestellt, östlich findet sich ein Vierpassfeld mit dem heiligen Sebastian (dem Stadtpatron) und westlich der heilige Vitus als Namenspatron der Kirche. Der sparsame Gewölbestuck der Seitenschiffe betont lediglich die Kreuzrippen. Der Marienzyklus an den Langhauspfeilern wurde von Pottmayr geschaffen.

Chorgewölbe
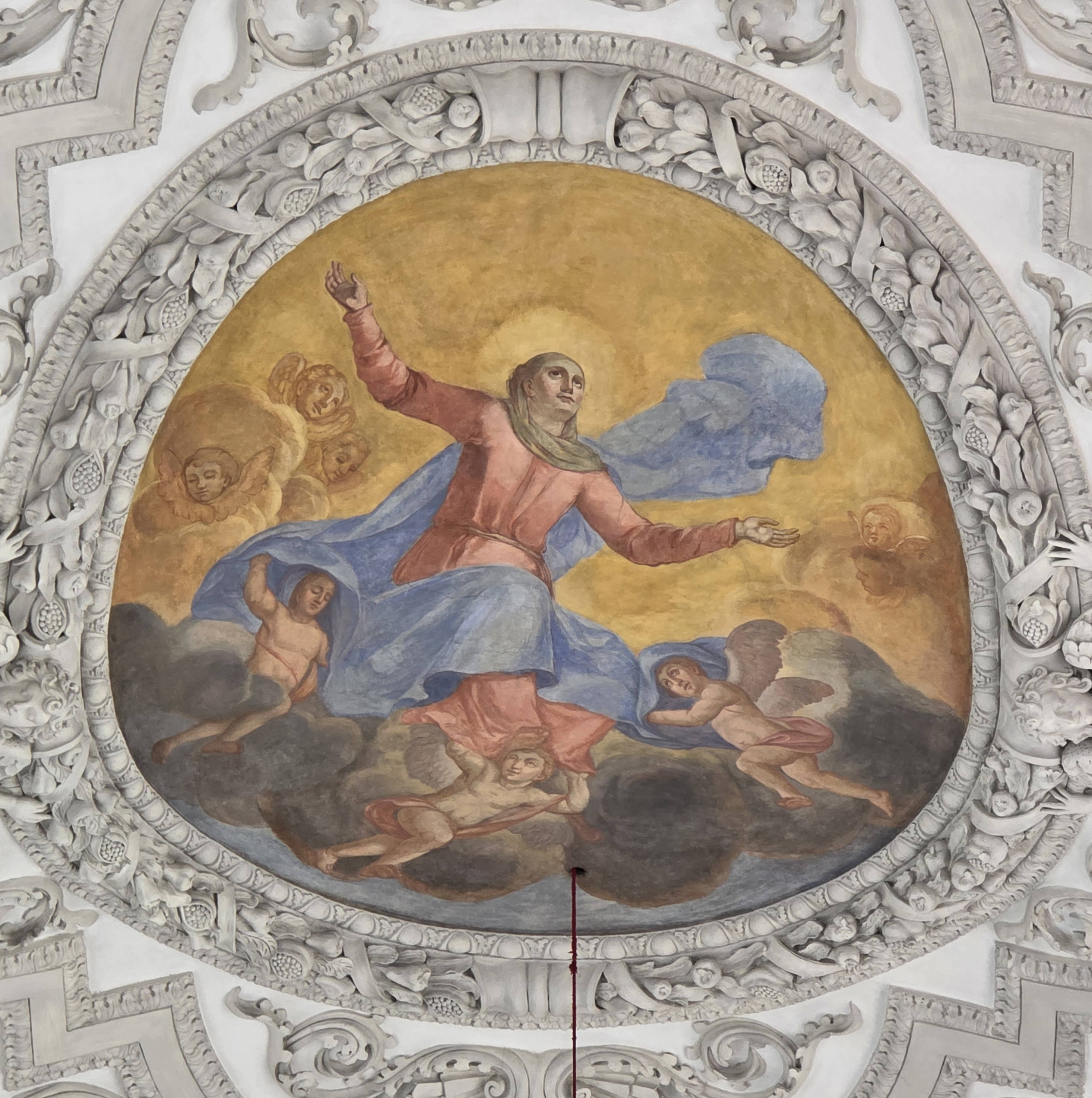
Chor-Hauptfresko
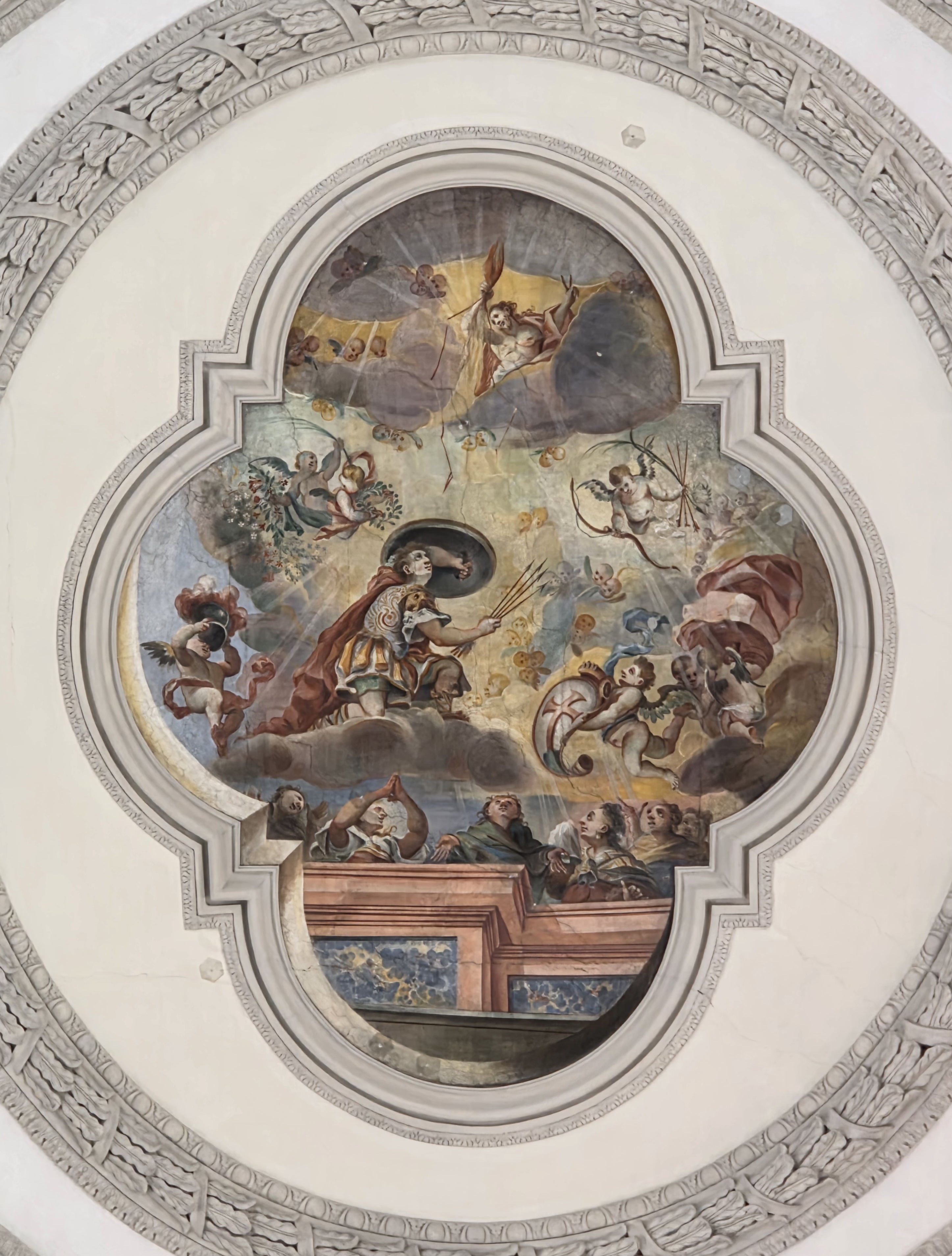
Vorderes Langhaus-Hauptfresko
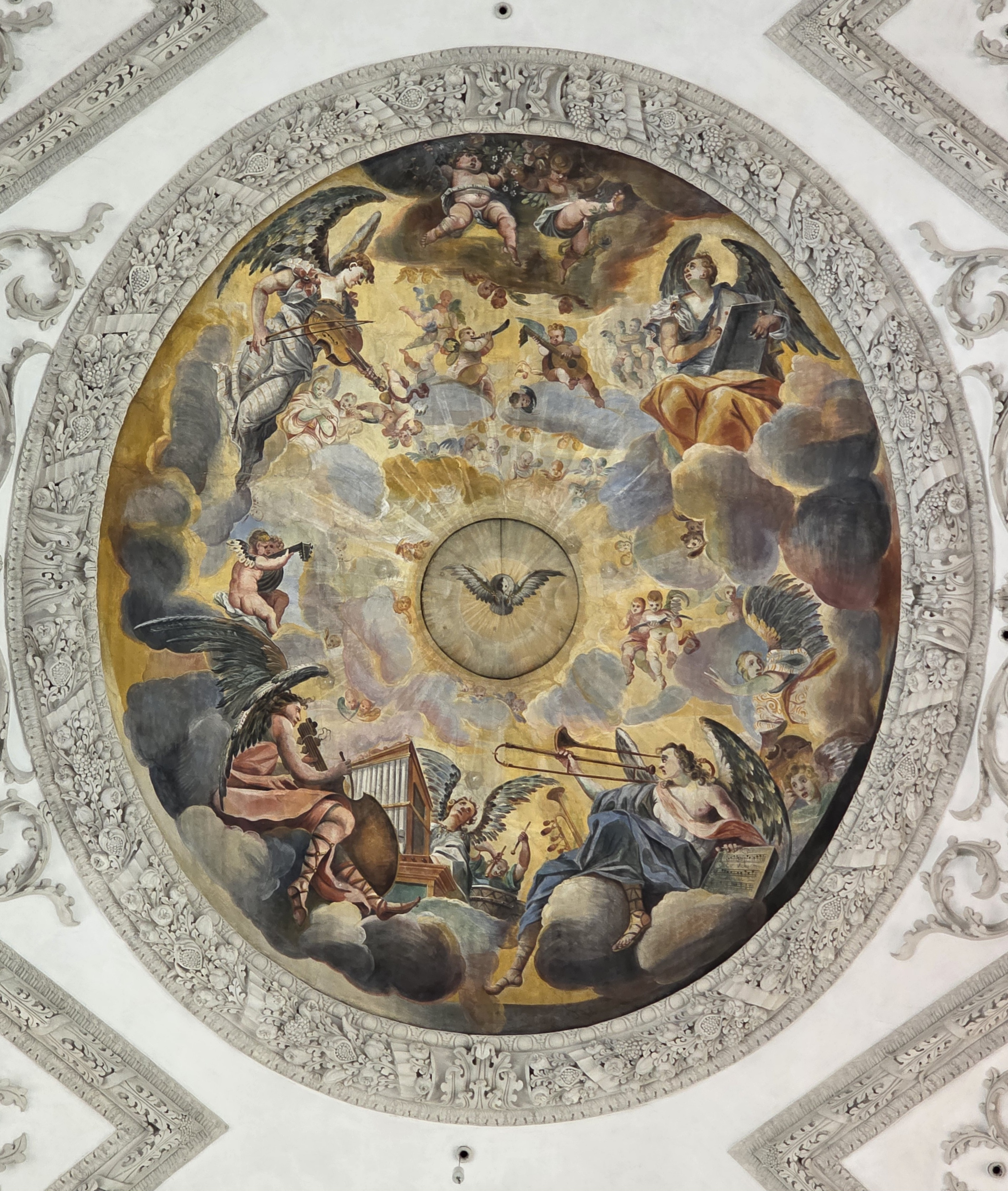
Mittleres Langhaus-Hauptfresko.jpg
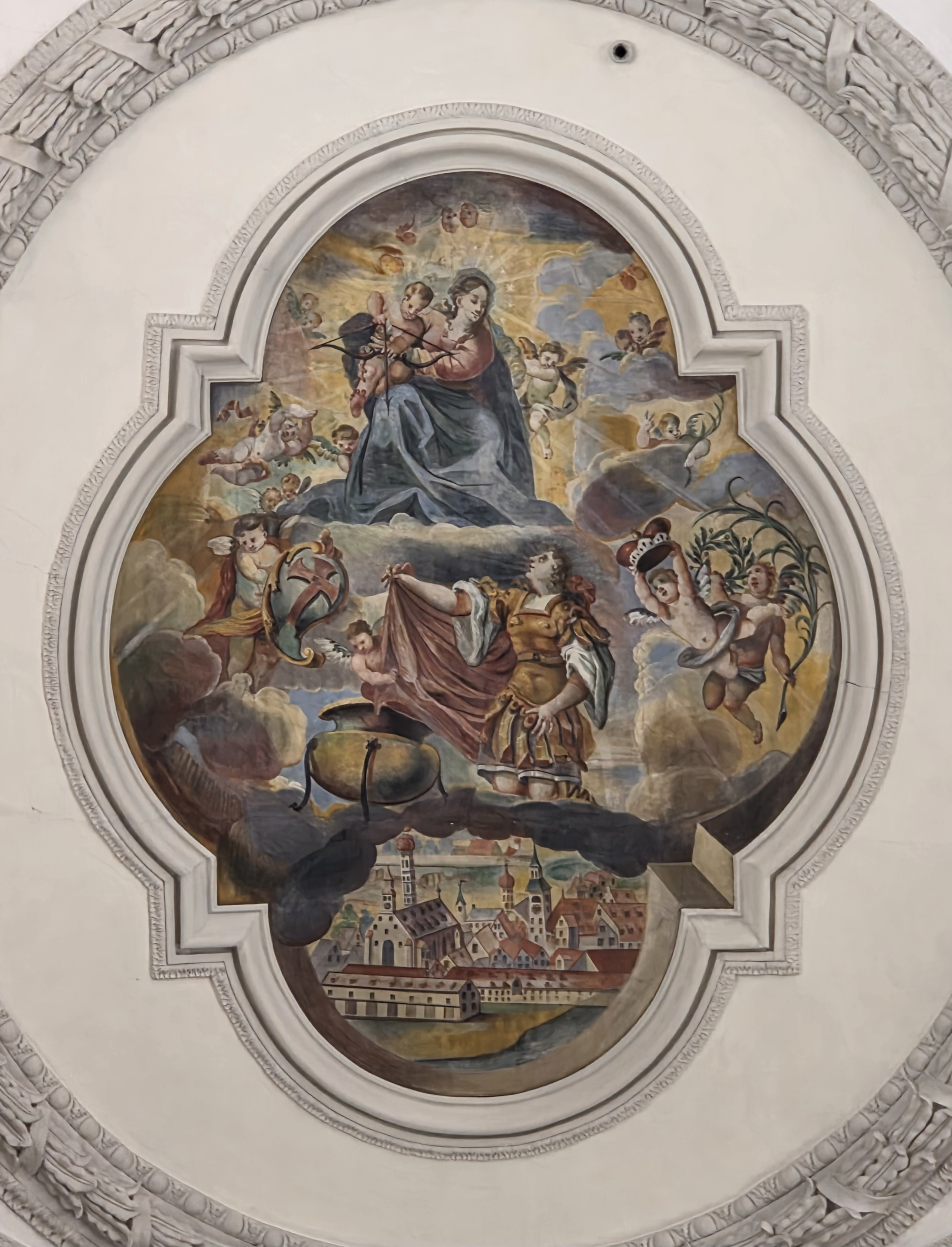
Hinteres Langhaus-Hauptfresko

### Glasmalereien
Die spätgotischen Glasmalereien im Chor gehören zu den bedeutendsten Beispielen ihrer Art in Bayern und sind vom 15. Jahrhundert bis 1513 entstanden.
Das nördliche Passionsfenster (n II nach dem CVMA-Bezeichnungssystem) mit einer Darstellung von Dornenkrönung, Geißelung und Kreuztragung ist kurz nach 1500 entstanden und wird Hans Holbein dem Älteren und seiner Werkstatt zugeschrieben. In der Nordwand zeigt das Marienfenster (n III) Standfiguren von Maria mit dem Jesuskind, begleitet von den Märtyrerinnen Barbara und Katharina aus einer Augsburger Werkstatt, das ursprünglich im Mittelfenster des Altarhauses eingesetzt war. Darunter ist der Marientod aus der Zeit nach 1510 eingesetzt.
Das Dreikönigsfenster (n IV) zeigt die Anbetung der drei Weisen aus der Zeit um 1510 mit zahlreichen Ergänzungen vom Beginn des 20. Jahrhunderts. Eine Darstellung des dornenbekrönten Hauptes Christi von 1490/1500 war ursprünglich im Vierpassfeld des Mittelfensters oberhalb des spätgotischen Hochaltars eingesetzt.
An der nördlichen Chorwand (n V) ist auch das Christophorusfenster aus der Zeit um 1510 und in der Nachfolge des Meisters des Speculumfensters aus München zu finden, das als einzigartig in der Glasmalerei Süddeutschlands in Bezug auf die glasmalerische Qualität wie auch auf den Erhaltungszustand eingeschätzt wird.
Rechts des Hochaltars, im Fenster s II, zeigt das stark ergänzte südliche Passionsfenster die Kreuzigung und Beweinung Christi aus der Zeit um 1500 bzw. um 1510.
In der südlichen Chorwand folgt das Herzog-Albrecht-Fenster (s III), dessen Entwurf Hans Muelich und Wolfgang Priedelmayer zugeschrieben wird. Das Fenster ist eine herzogliche Stiftung in der Art eines Epitaphs und stellt Albrecht V. und seine Angehörigen im Gebet dar, die von den Heiligen Petrus und Andreas empfohlen werden.

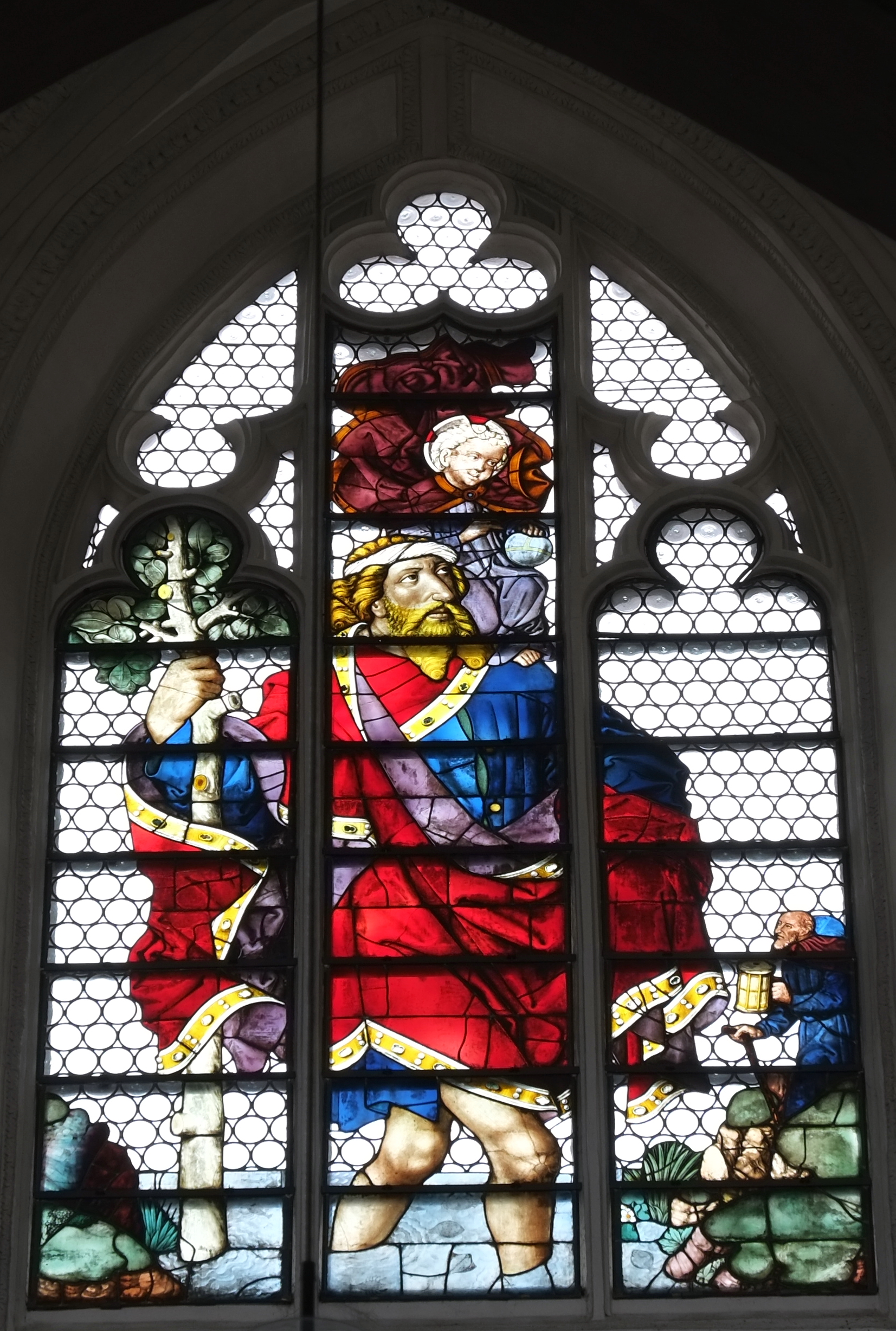
Christophorusfenster
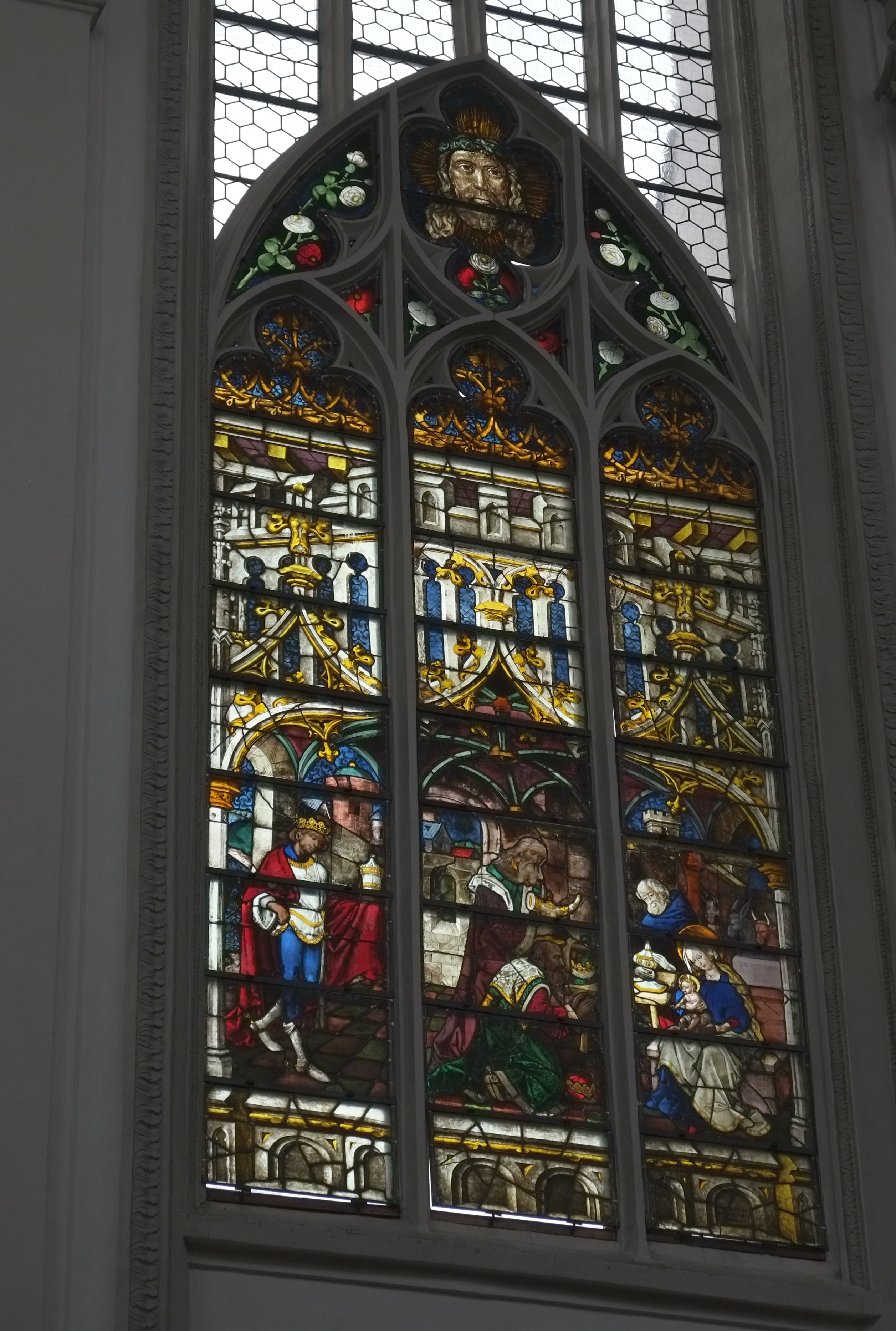
Dreikönigsfenster
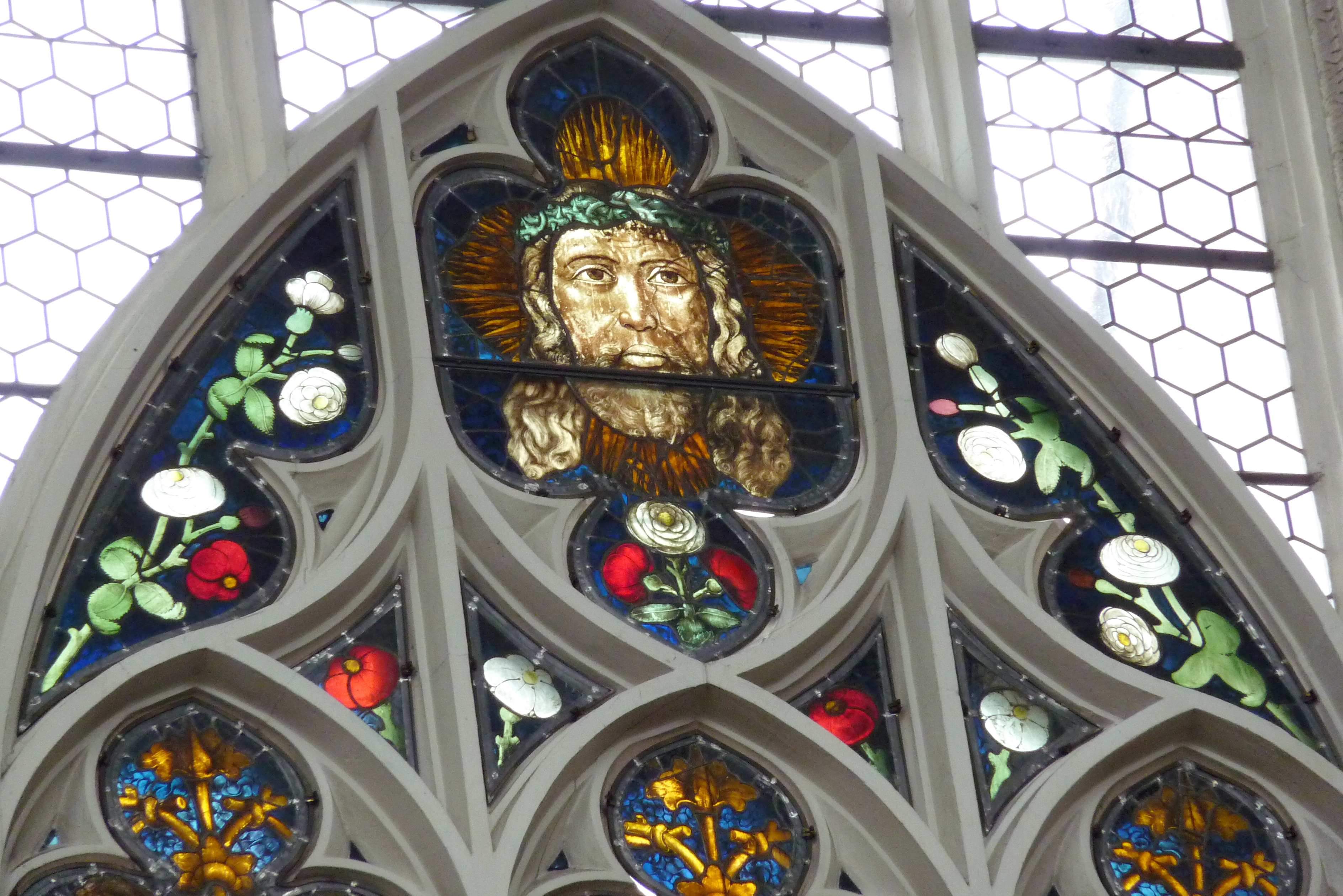
Christushaupt
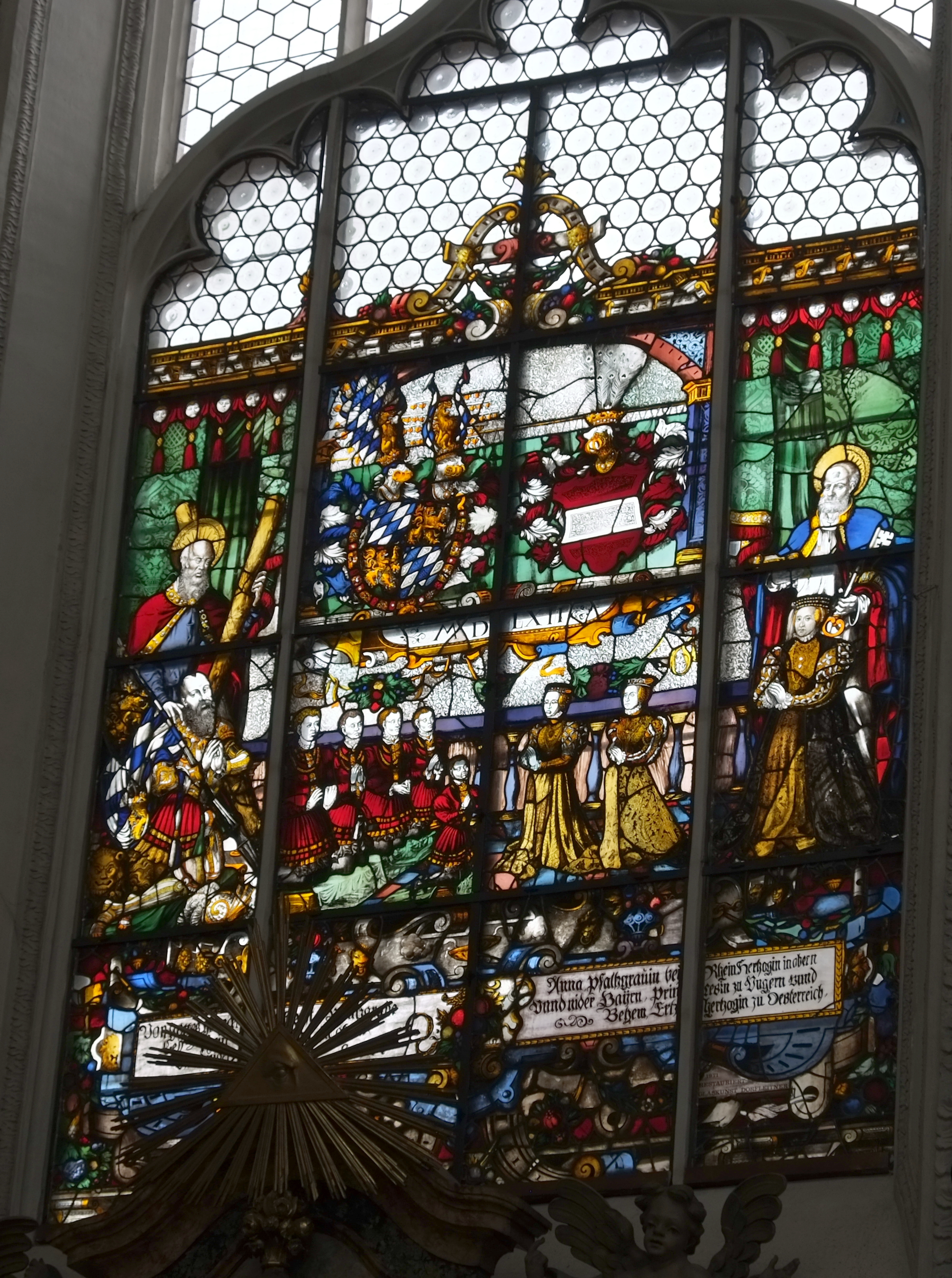
Herzog-Albrecht-Fenster

## Ausstattung

### Chor
Der mächtige prunkvolle Hochaltar im Hochbarockstil wurde von Jörg Pfeiffer 1680 geschaffen. Der reich vergoldete dreiteilige Altaraufbau mit vier gedrehten Säulen und mit Akanthuslaubwerk und Fruchtgehängen zeigt auf dem vom Hofmaler Antonio Triva gefertigten Altarblatt Die Verehrung der Mutter Gottes durch die vier Erdteile und den bayerischen Herzog. Flankiert wird das Gemälde von den überlebensgroßen Assistenzfiguren, dem heiligen Joseph und dem heiligen Joachim. Das Bild im von zwei großen Engeln flankierten Auszug zeigt den Heiligen Vitus in der Glorie. Den Altar krönt der Erzengel Michael im Kampf mit Lucifer. Die Skulpturen stammen vom bedeutenden einheimischen Bildhauer Lorenz Luidl. Zwischen den vorderen Chorgestühlen steht eine manieristisch-frühbarocke Kreuzigungsgruppe (1610/20), gefertigt von Bartholomäus Steinle. Der Rosenkranzaltar an der nördlichen Wand des Chors von 1721 ist das Werk von Dominikus Zimmermann, auf ihm steht in einer Nische die Hans Multscher zugeschriebene Madonna von 1440. Das im vorderen Chorbereich und seitlich am Hochaltar aufgestellte Chorgestühl wurde 1710/11 von Franz Rehm dem Älteren erstellt.

### Langhaus

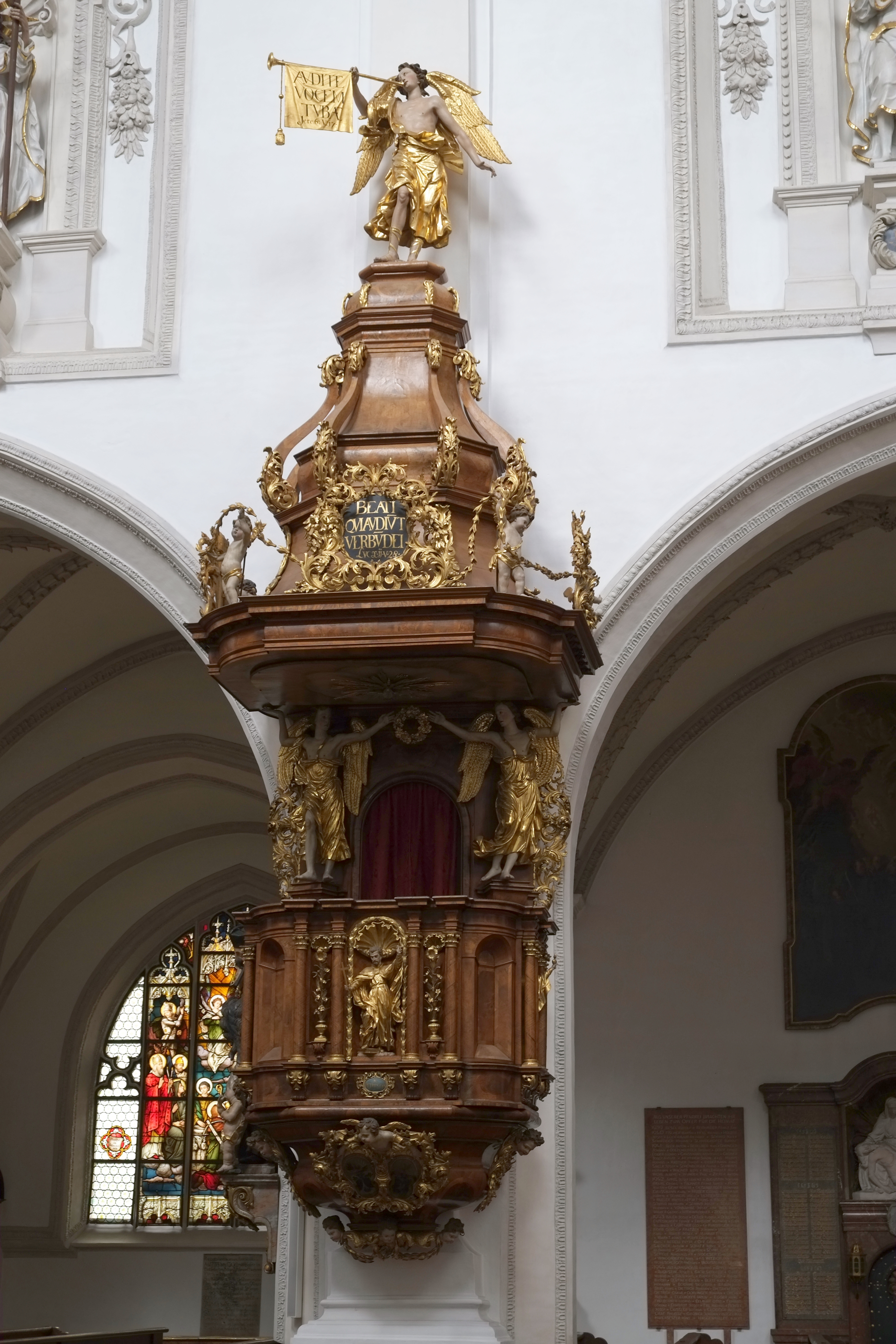
Kanzel (1708)

Apostelfiguren von Lorenz Luidl, links

Apostelfiguren von Lorenz Luidl

An den östlichen Abschlusswänden der Seitenschiffe sind zwei große hochbarocke Seitenaltäre aufgestellt. Nördlich der Eligiusaltar (1681), der Bruderschaftsaltar aller metallverarbeitenden Berufe, den Jörg Pfeiffer erstellt hat. Das Hauptbild (von Johann Georg Knappich) zeigt Der heilige Eligius wendet sich Hilfesuchenden zu, im Auszug ist die Auferstehung Christi zu sehen. Auf der Mensa steht eine Schutzmantelmadonna aus dem 17. Jahrhundert, dahinter zeigt die Predella Das Haus Nazereth. Südlich steht der Sebastiansaltar (1690), den Martin Schaller erstellt hat. Es ist der Altar der Sebastiansbruderschaft, mit breiterem Aufbau als der des Eligiusaltars. Das Hauptbild (von Johann C. Loth) zeigt Die Pflege des heiligen Sebastian, seitlich außerhalb der Doppelsäulen stehen auf baldachinbekrönten Konsolen die Assistenzfiguren der Heiligen Wolfgang und Rochus (von Lorenz Luidl). Im Auszugsbild ist eine Halbfigur des Altarpatrons zu sehen.
Seitlich am Chorbogen stehen, an Säulen gelehnt, die zwei von Georg Nieberle 1761 gefertigten Rokoko-Altäre. Nördlich findet sich der Bäckeraltar mit einer Darstellung der Ölbergszene auf dem Altarblatt, und einem Schrein mit den Gebeinen des Märtyrers Clemens auf der Mensa. Südlich ist der Bauernbruderschaftsaltar mit einer von Peter Paul Rubens beeinflussten Darstellung Der Kreuzabnahme Christi auf dem Altarblatt, und einem Schrein mit den Heiligen fünf Wunden (1723) auf der Mensa.
Die vornehm-schlichte Kanzel ist im Jahre 1708 von Franz Rehm dem Älteren errichtet worden. Den von zwei Engeln getragenen Schalldeckel krönt ein lebensgroßer Posaunen-Engel. Die Korbfiguren schuf 1902/03 Carl Port.
An den Mittelschiffpfeilern stehen auf Konsolen die Heiligenfiguren Joseph, Aloysius, Johannes Nepomuk, Wendelin, Graf Rasso, Florian, Benedikt, Franz Xaver, Modestus und Kreszentia. Sie wurden um 1732 von Johann Luidl (dem Sohn von Lorenz Luidl) geschaffen und zählen zu seinen Hauptwerken. An den Hochwänden des Langhauses stehen in von zierlich-reichem Stuckwerk umrahmten Nischen zehn Apostelfiguren von 1694, die wiederum Lorenz Luidl gefertigt hat. Ein aus acht Gemälden bestehender Marienzyklus ziert die Innenseiten der Pfeiler, die unter anderem Die Verkündigung Mariens, Heimsuchung Mariens und Mariä Himmelfahrt darstellen. Gemalt wurde er zu Beginn des 18. Jahrhunderts von Johann Jakob Pottmayr.
Das Kirchengestühl im Langhaus und in den Kapellen mit geschnitztem Rocaillewerk an den Wangen stammt aus der Werkstatt des Franz Rehm dem Älteren und wurde 1707 eingebaut.

Heiligenfiguren von Johann Luidl und Marienzyklus
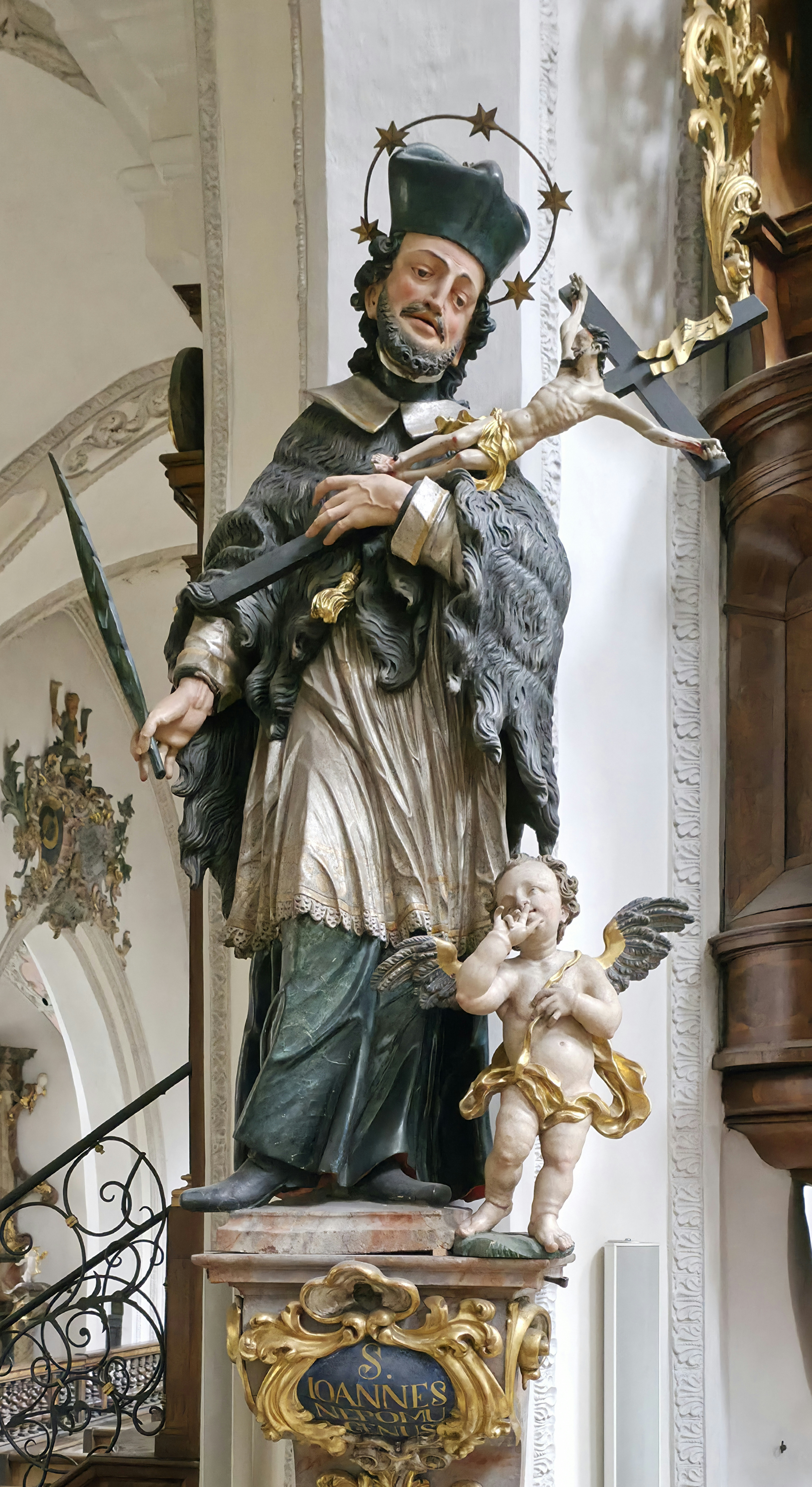
Johannes Nepomuk
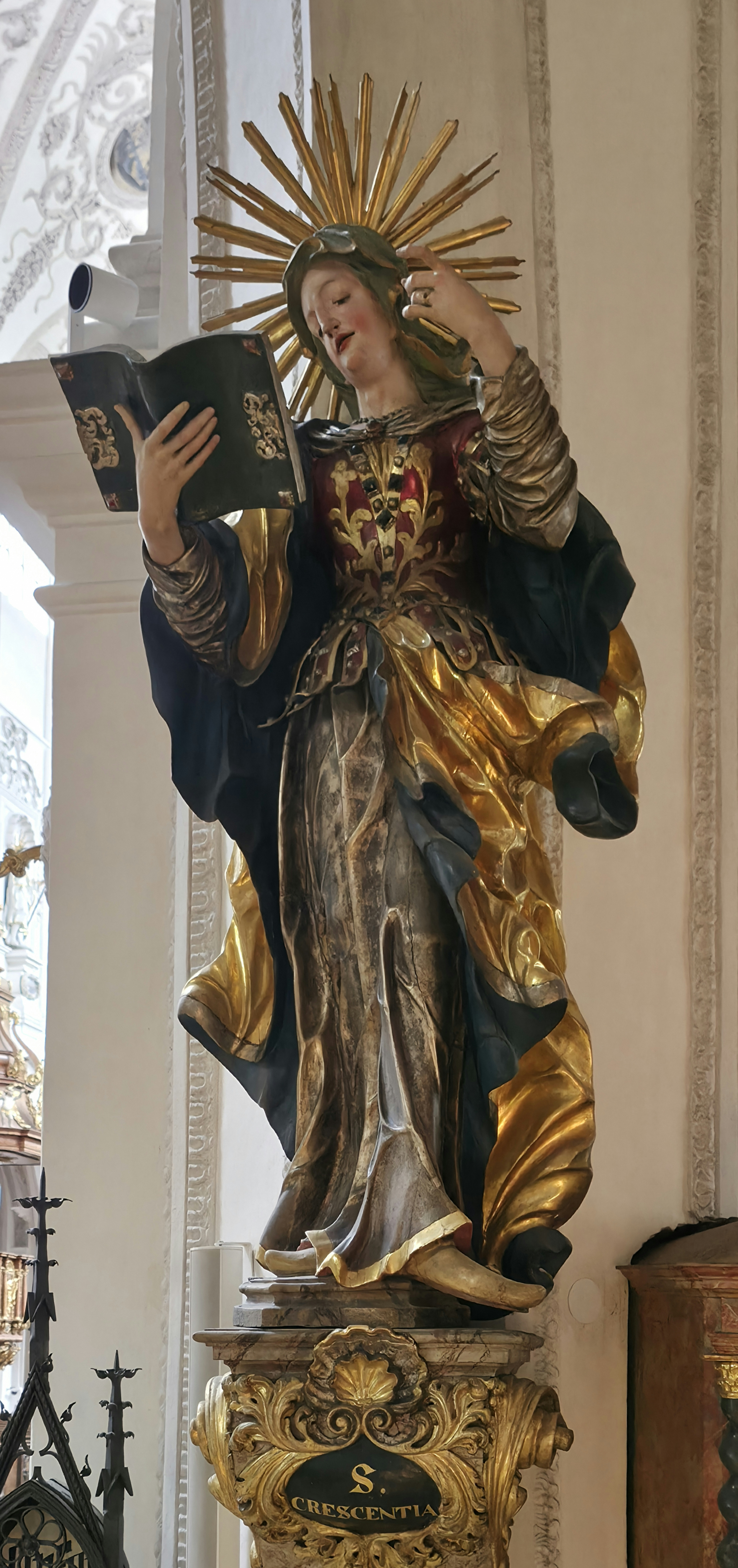
Kreszentia
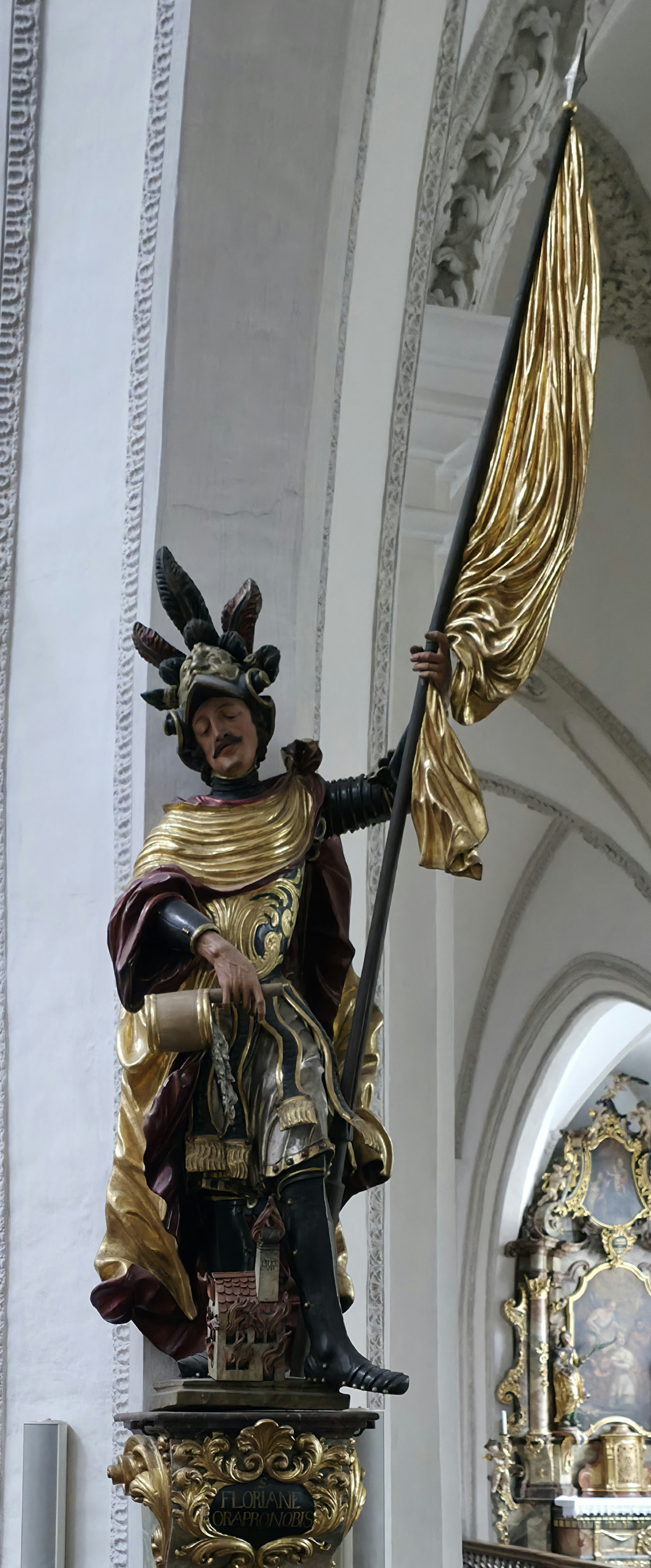
Florian
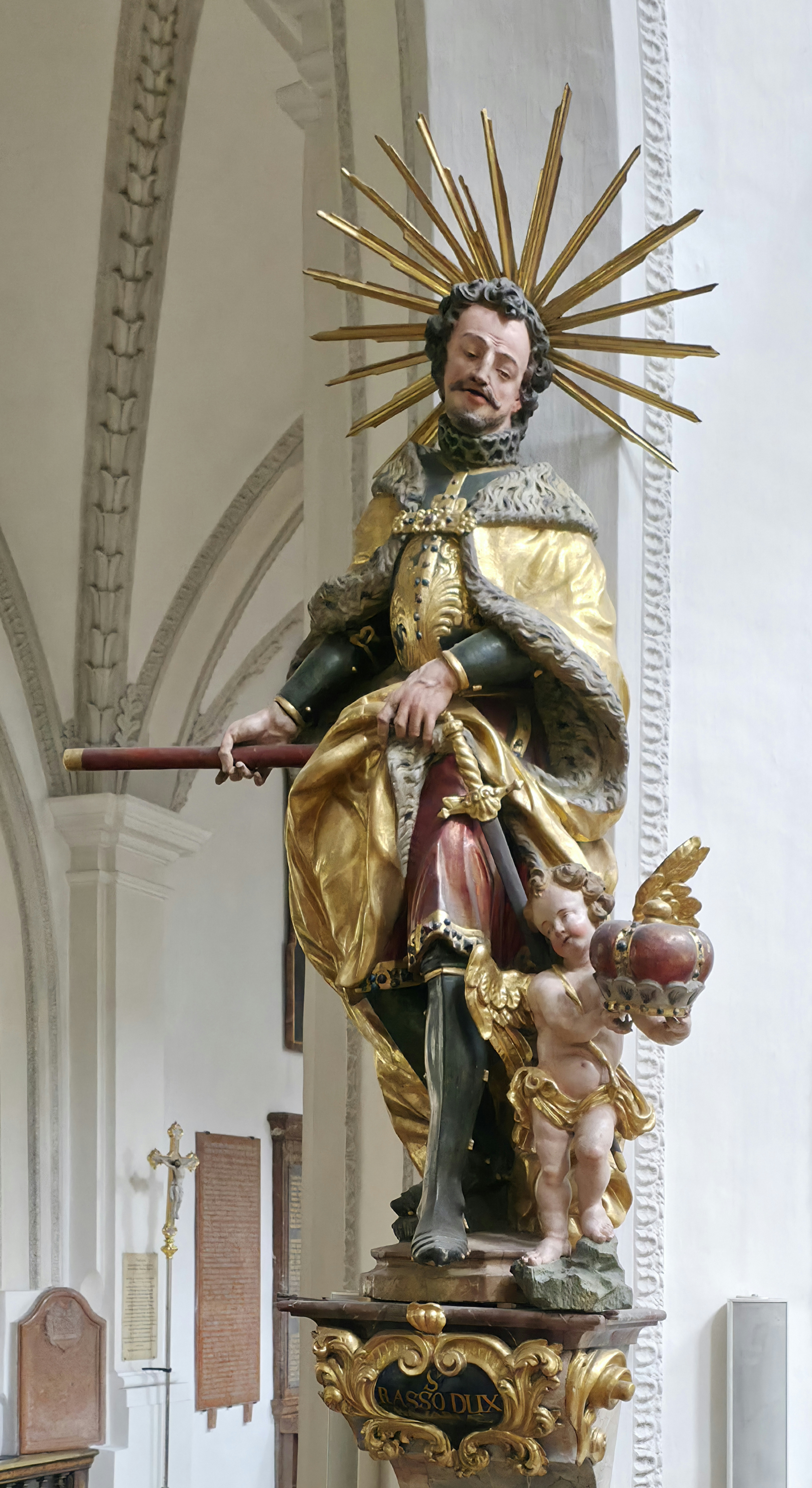
Graf Rasso
Mariä Himmelfahrt
Mariä Verkündigung
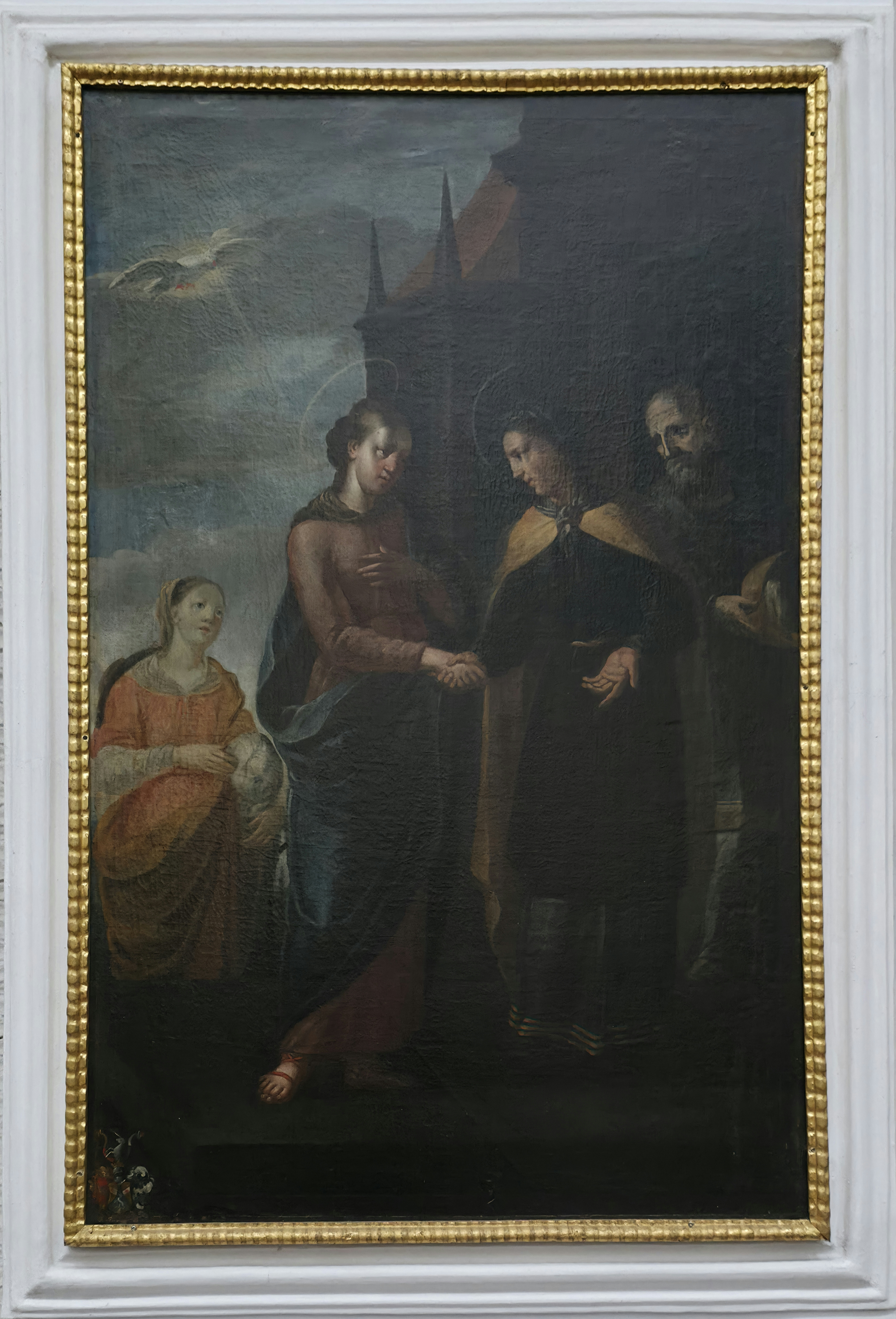
Mariä Heimsuchung

### Südliche Seitenkapellen

Blick in die südlichen Seitenkapellen

Hinweis: Die Kapellen werden in Richtung von West nach Ost beschrieben.
Die Herz-Jesu-Kapelle wurde von der Metzgerzunft gestiftet. Auf dem Altar von 1680/90 zeigt das Gemälde eine Herz-Jesu-Darstellung und die Predella die Vierzehn Nothelfer. Die Assistenzfiguren (1695), die Heiligen Papst Silvester und Antonius Abbas, werden Lorenz Luidl zugeschrieben. An der Westwand hängt ein frühbarockes Gemäldeepitaph für den Bürgermeister Haldenberger.
Die Barbarakapelle wurde von den Kaufleuten gestiftet. Auf dem Altar von 1695 zeigt das Gemälde Die Marter und Apothese der hl. Barbara, gemalt von Johann Georg Knappich. Die Assistenzfiguren (1695) hll. Ursula und Appolonia werden Lorenz Luidl zugeschrieben. An der Westwand hängt ein Gemäldeepitaph (1670) für Johann Jesenwanger.
Die Kapelle der Johannes-Nepomuk-Bruderschaft hat einen Altar von 1796, der der hl. Margarethe (Altarbild Martyrium der hl. Margarethe, 1671) und dem hl. Johannes Nepomuk (Ovalgemälde auf der Mensa, 1753) geweiht wurde.
Die Katharinenkapelle wurde von den Bierbrauern gestiftet. Auf dem Altar von 1759 zeigt das Gemälde Die Enthauptung der hl. Katharina, gemalt von Johann Georg Knappich. Im Auszugsbild ist Die Verleihung des Skapuliers an den heiligen Simon zu sehen. Die Assistenzfiguren (1695), die Heiligen Agatha und Agnes, werden Johann Luidl zugeschrieben. An der Westwand ist ein spätgotisches Fresko von 1500 mit der Kreuzabnahme Jesu.
Die Martinskapelle wurde von den Weinwirten gestiftet. Auf dem Altar von 1755/60 zeigt das Gemälde Die Mantelteilung des heiligen Martin, gemalt von Johann Georg Knappich. Im Auszugsbild ist die Halbfigur des hl. Josef zu sehen. Die Assistenzfiguren (1760), die Heiligen Franz von Assisi und Antonius von Padua, wurden von Johann Luidl gefertigt. An der Westwand hängt ein Gemäldeepitaph (1600) mit dem heiligen Georg.
Die Beichtstühle in den Kapellen stammen aus dem 18. Jahrhundert. Die Fenster der Kapellen besitzen von der Mayer’schen Hofkunstanstalt geschaffene Glasmalereien, die das Thema des jeweiligen Altars ergänzen.

### Nördliche Seitenkapellen

Blick in die nördlichen Seitenkapellen

Hinweis: Die Kapellen werden in Richtung von West nach Ost beschrieben.
Die Dreikönigskapelle wurde von den Schustern und Lederern gestiftet. Auf dem Altar von 1730 zeigt das Gemälde (1700) die Anbetung der Heiligen Drei Könige und die Predella Brustbilder der Nebenpatrone. Die Assistenzfiguren (1. Drittel des 17. Jahrhunderts), die Heiligen Bartholomäus und Magdalena, werden Johann Luidl zugeschrieben. An der Westwand hängt das ehemalige Seitenaltarbild Jesus erscheint den Aposteln Petrus und Paulus (1590) von Alessandro Paduano.
Die Kreuzkapelle wurde von den Kürschnern und Schneidern gestiftet. Auf dem Altar von 1760 zeigt das Gemälde (Ende 17. Jahrhundert) die Kreuzigung Christi mit Maria und Johannes. Die Assistenzfiguren (1. Drittel des 17. Jahrhunderts), die Heiligen Helena und Konstantin, werden Bartholomäus Steinle zugeschrieben. An der Westwand hängt das ehemalige Seitenaltarbild Mariä Himmelfahrt (1593) von Peter Candid.
Die Schmerzhafte-Muttergottes-Kapelle wurde von den Färbern und Webern gestiftet. Auf dem Altar (18. Jahrhundert, verschiedentlich überarbeitet) steht in der großen Mittelnische eine frühbarocke Pietà von 1625, die dem bedeutenden Weilheimer Bildhauer Hans Degler zugeschrieben wird. Das Bild der Predella zeigt eine Arme-Seelen-Darstellung (1700). An der Westwand hängt ein Gemäldeepitaph (1606) mit der Aufnahme Mariens in den Himmel.
An der inneren Südwand des Kirchturms ist ein monumentales Rotmarmor-Denkmal für die Gefallenen des Ersten Weltkriegs angebracht; in diesem ist in eine Nische eine weiße Marmor-Pietà (1921) von Franz Cleve eingefügt. Über dem Denkmal hängt ein ehemaliges Altarbild (1733) mit dem Tod des hl. Benedikt.
Die Annakapelle von 1467 ist der größte Kapellenraum des Kirchenbaus. Auf dem Altar (1753) befindet sich ein von dem großen schwäbischen Maler Johann Georg Bergmüller geschaffenes Gemälde mit der Heiligen Sippe. Die zeitgleichen Assistenzfiguren, die Heiligen Afra und Hilaria werden dem Umkreis von Johann Baptist Straub zugeschrieben. In einem die gesamte Westwand einnehmenden Vitrinenschrank wird ein einzigartiger Krippenkreuzweg aufbewahrt, dessen 75 Figuren von Johann Luidl angefertigt und kostbar gefasst wurden.

### Empore und Westwand

Vitusaltar (1696)

Das gesamte Ausstattungsprogramm in diesem Bereich des Kirchenraums ist dem heiligen Vitus gewidmet, dem zweiten Kirchenpatron. An der Westwand steht mittig der 1696 geschaffene Vitusaltar. Vitus wird außen von den Märtyrern Stephanus und Laurentius begleitet. Die Skulpturen und die ornamentale Ausstattung stammen von Lorenz Luidl. An der Unterseite und an der Brüstung der Empore sind von reichem Stuckzierat umrahmt Fresken mit Szenen aus der Vituslegende. Die Gemälde werden ergänzt mit den Pfeiler-Statuen des heiligen Modestus, des Erziehers von Vitus, und der heiligen Kreszentia, seiner Amme. Ihnen gegenüber befinden sich die Statuen des Erzengels Michael als Seelenwäger und eines nicht identifizierbaren Engels.
Neben der Kreszentiafigur befindet sich in einem Schrein eine ehemals viel verehrte Pietà von 1410/20. An der nördlichen Westwand hängen zwei barocke Gemäldeepitaphien unter anderem mit der Himmelfahrt Mariens von 1682.

### Orgeln

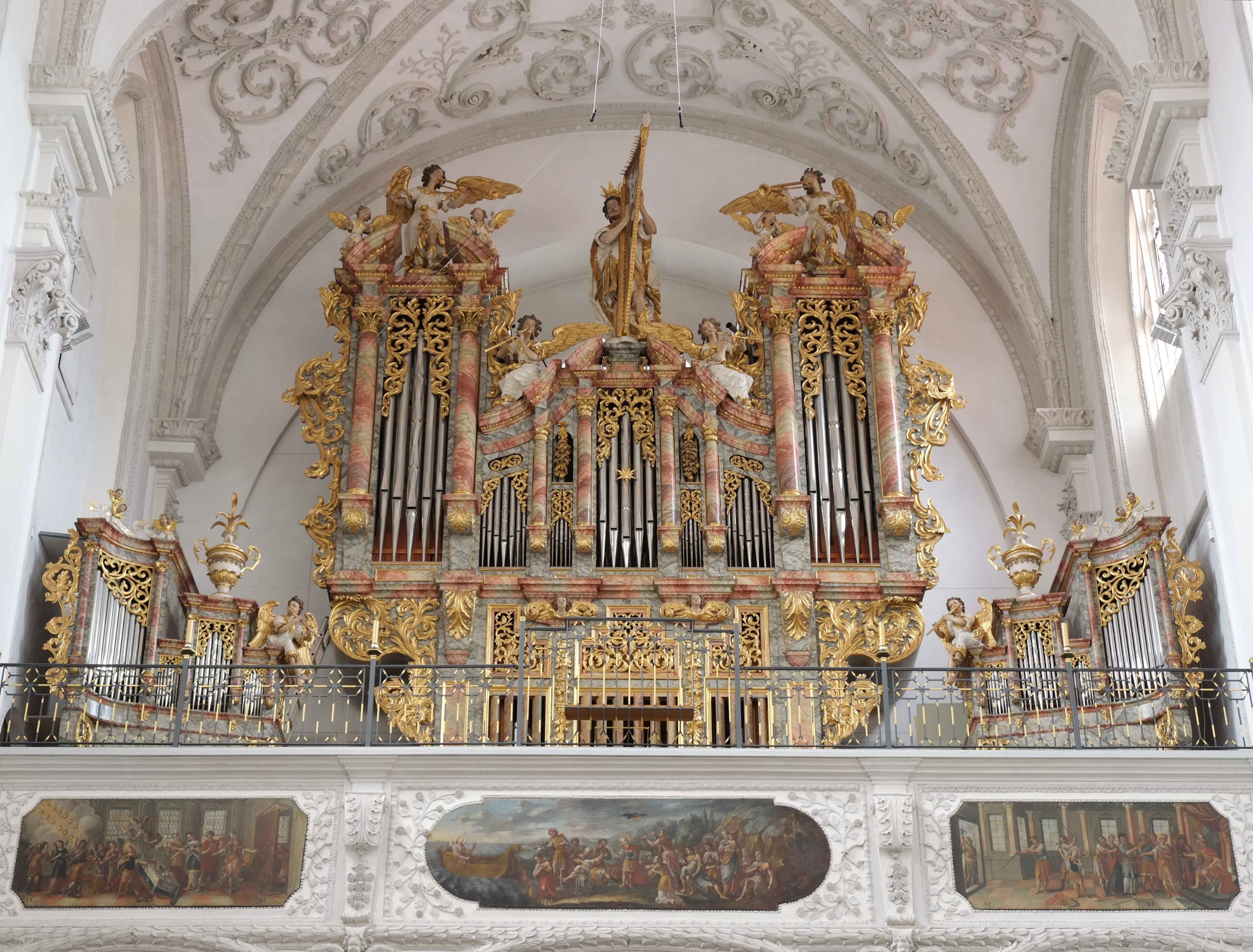
Hauptorgel (Emporenbrüstung mit Szenen der Vituslegende)

Die Stadtpfarrkirche weist eine abwechslungsreiche Orgel-Geschichte auf. Das erste Instrument wurde von dem Orgelbauer David Jacob Weidtner (Augsburg) in den Jahren 1686–1689 erbaut. Von diesem Instrument ist heute noch der barocke Orgelprospekt aus dem Jahr 1688 mit Figuren von Lorenz Luidl vorhanden.
Das heutige Orgelwerk im historischen Prospekt geht zurück auf ein Instrument, das in den Jahren 1979–1983 von dem Orgelbauer Gerhard Schmid aus Kaufbeuren erbaut worden war. Dieses Instrument hatte 82 Register auf 5 Manualen und Pedal. Eine Besonderheit sind die Windladen, die aus Mahagoni-Holz gefertigt wurden.
2003 wurde das Instrument von dem Orgelbauer Siegfried Schmid aus Knottenried bei Immenstadt im Allgäu umgebaut. Dabei wurde ein Großteil des vorhandenen Pfeifenmaterials wiederverwendet, die Gesamt-Disposition allerdings deutlich verringert. Deutliche Dispositions-Veränderungen erfuhren die beiden Seitenwerke (Positive). Neu gebaut wurde die gesamte Trakturen sowie der Spieltisch. Das Schleifladen-Instrument verfügt seitdem über 60 Register auf vier Manualen und Pedal. Die Spieltrakturen sind mechanisch, die Registertrakturen elektrisch. Von der Hauptorgel aus lässt sich auch die Chororgel anspielen, die sechs Manualregister und zwei Pedalregister hat.
| I Hauptwerk C–g3 |                  |        |
| 01.              | Principal        | 16′    |
| 02.              | Octave           | 08′    |
| 03.              | Nachthorngedackt | 08′    |
| 04.              | Gamba            | 08′    |
| 05.              | Octave           | 04′    |
| 06.              | Rohrflöte        | 04′    |
| 07.              | Spitzquinte      | 02 ⁄3′ |
| 08.              | Octave           | 02′    |
| 09.              | Mixtur           | 01 ⁄3′ |
| 10.              | Cornett V        | 08′    |
| 11.              | Trompete         | 16′    |
| 12.              | Trompete         | 08′    |

| II Positiv (Süd) C–g3 |                  |       |
| 13.                   | Principal        | 8′    |
| 14.                   | Rohrflöte        | 8′    |
| 15.                   | Spitzflöte       | 4′    |
| 16.                   | Sesquialter II 0 | 2 ⁄3′ |
| 17.                   | Octave           | 2′    |
| 18.                   | Quinte           | 1 ⁄3′ |
| 19.                   | Scharff III      | 1′    |
| 20.                   | Trompete         | 8′    |
|                       | Tremulant        |       |

| III Schwellwerk C–g3 |                      |         |
| 21.                  | Bordun               | 16′     |
| 22.                  | Geigenprinzipal      | 08′     |
| 23.                  | Hohlflöte            | 08′     |
| 24.                  | Salicional           | 08′     |
| 25.                  | Voix céleste         | 08′     |
| 26.                  | Principal            | 04′     |
| 27.                  | Traversflöte         | 04′     |
| 28.                  | Nasat                | 02 ⁄3′  |
| 29.                  | Octavin              | 02′     |
| 30.                  | Terz                 | 01 3⁄5′ |
| 31.                  | Plein jeu            | 02′     |
| 32.                  | Voix humaine         | 08′     |
| 33.                  | Basson               | 16′     |
| 34.                  | Hautbois             | 08′     |
| 35.                  | Trompette harmonique | 08′     |
| 36.                  | Clairon harmonique   | 04′     |
|                      | Tremulant            |         |

| IV Positiv (Nord) C–g3 |            |      |
| 37.                    | Gedeckt    | 8′   |
| 38.                    | Quintade   | 8′   |
| 39.                    | Principal  | 4′   |
| 40.                    | Waldflöte  | 2′   |
| 41.                    | Octave     | 1′   |
| 42.                    | Cymbel III | 1⁄2′ |
| 43.                    | Cromorne   | 8′   |
|                        | Tremulant  |      |

| Bombardenwerk C–g3 |                  |     |
| 44.                | Tuba mirabilis   | 08′ |
| 45.                | Chamade          | 16′ |
| 46.                | Chamade          | 08′ |
| 47.                | Chamade          | 04′ |
| 48.                | Flûte harmonique | 08′ |

| Pedal C–f1 |               |         |
| 49.        | Untersatz     | 32′     |
| 50.        | Principalbass | 16′     |
| 51.        | Subbass       | 16′     |
| 52.        | Quintbass     | 10 2⁄3′ |
| 53.        | Octavbass     | 08′     |
| 54.        | Gedecktbass   | 08′     |
| 55.        | Choralbass    | 04′     |
| 56.        | Rauschbass    | 02 ⁄3′  |
| 57.        | Bombarde      | 32′     |
| 58.        | Bombarde      | 16′     |
| 59.        | Trompete      | 08′     |
| 60.        | Trompete      | 04′     |

- Koppeln
  - Normalkoppeln: II/I, III/I, III/II, IV/I, IV/II, I/P, II/P, III/P, IV/P
  - Suboktavkoppel: III/I
  - Bombarden: an I, an II, an III, an IV, an P
- Nebenregister: Schellencymbel, Glockencymbel, Glockenspiel
- Spielhilfen: 4000-fache elektronische Setzeranlage, Sequenzer, Crescendowalze

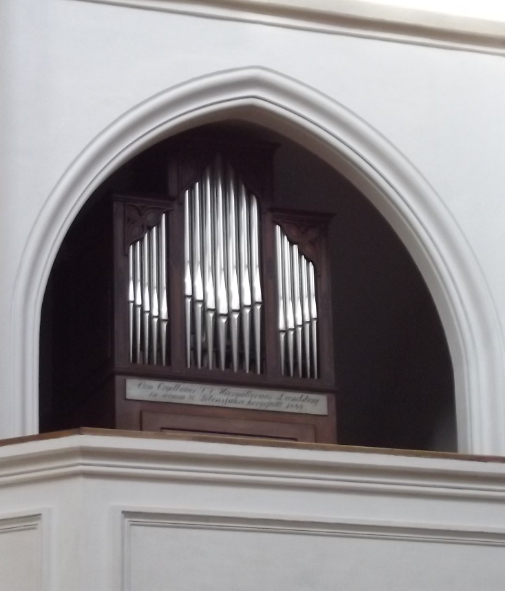
Chororgel

Die Chororgel stammt von Siegfried Schmid, hat 8 Register auf einem Manual und Pedal
| I Hauptwerk C–g3 |            |       |
| 1.               | Coppel     | 8′    |
| 2.               | Salicional | 8′    |
| 3.               | Prinzipal  | 4′    |
| 4.               | Flöte      | 4′    |
| 5.               | Oktave     | 2′    |
| 6.               | Mixtur III | 1 ⁄3′ |

| Pedal C–f1 |         |     |
| 7.         | Subbass | 16′ |
| 8.         | Flöte   | 04′ |

### Glocken
Das Glockengeläut der Stadtpfarrkirche umfasst fünf, aus dem Jahre 1715 und 1771 stammende, historische Glocken von Johann Mathias Langenegger und Ernst Langenegger (Glocke 7), die im ältesten bekannten Glockenstuhl Bayerns von 1417 hängen. Drei weitere Glocken der Glockengießerei Rudolf Perner aus Passau ergänzen seit 2010 das Geläut. Eine nur einzeln geläutete Sterbeglocke hängt in der Laterne des Kirchturms.
| Glocke | Gussjahr     | Gewicht | Durchmesser | Nominal (HT-1/16) |
| ------ | ------------ | ------- | ----------- | ----------------- |
| 1      | 1715         | –       | 1390 mm0    | d′ −1             |
| 2      | 1715         | –       | 1200 mm0    | e′ +6             |
| 3      | 1715         | –       | 1030 mm0    | g′ −1             |
| 4      | 2010         | 551 kg  | 960 mm      | a′ +3             |
| 5      | 2010         | 391 kg  | 860 mm      | h′ +3             |
| 6      | 1771         | –       | 720 mm      | cis″ +3           |
| 7      | 2010         | 205 kg  | 705 mm      | d″ +3             |
| 8      | ? aus Sandau | –       | –           | e″ −1             |

### Grabdenkmäler

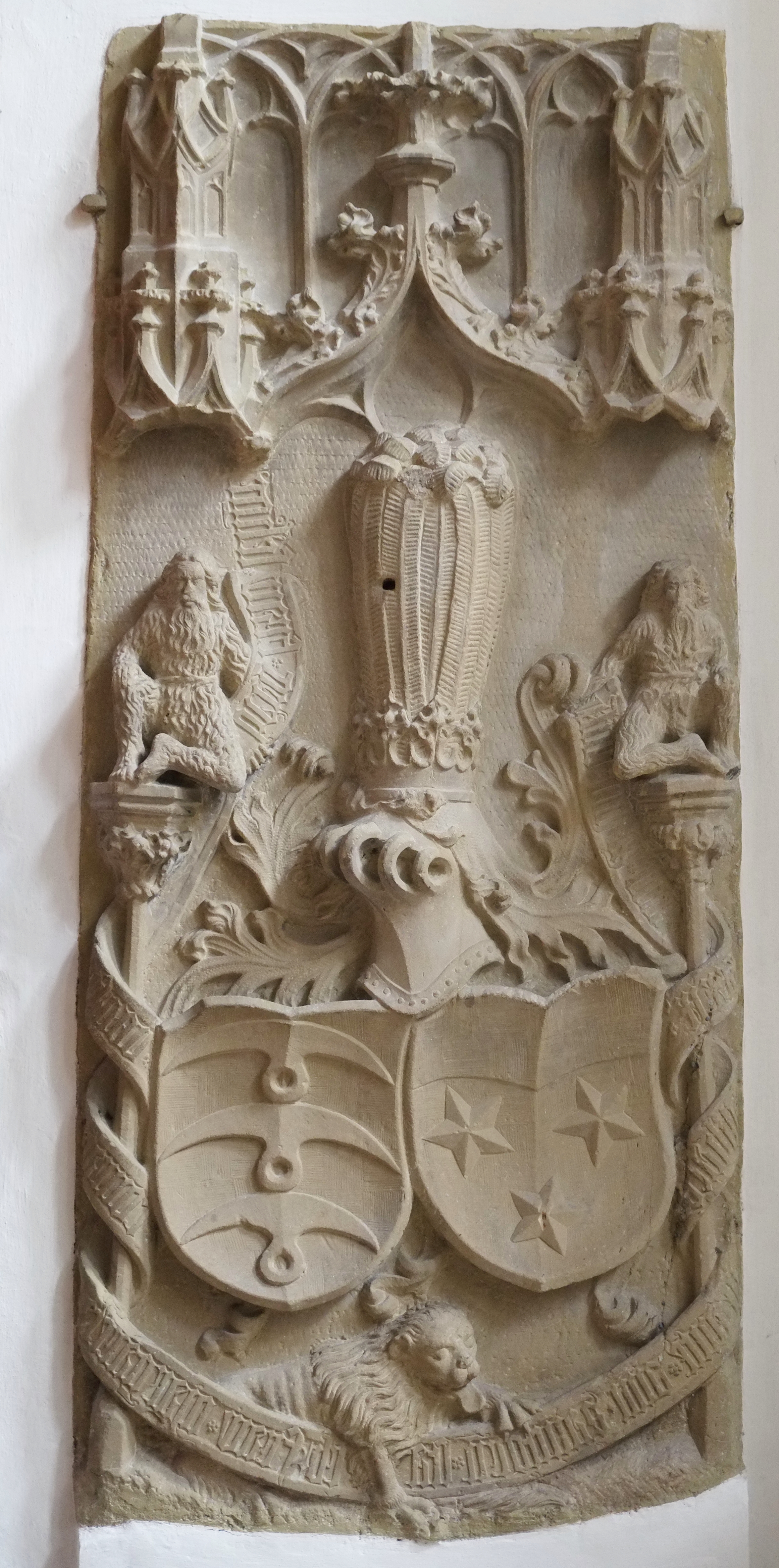
Grabplatte der Ehefrau Margarethe des Conrad von Freyberg

Die zahlreichen Grabdenkmäler ergeben ein lebendiges Bild der städtischen Gesellschaft aus dem 14.–19. Jahrhundert. Nur die bedeutendsten können hier einzeln aufgeführt werden. Ein Grabdenkmal in der wichtigsten Pfarrkirche deutete auf eine gesellschaftlich wichtige Stellung. Dazu gehörten die Geistlichen, Ärzte, der Landadel und die Beamten des Herzogs oder Kurfürsten, die Bürgermeister, Gastwirte und deren Familien sowie wohlhabende Bürger.
Exemplarisch kann das Grabmal des Priesters Conrad Frech aus der Zeit um 1510 vom Meister mit dem Winkeleisen gelten, das an der Westwand nördlich angebracht ist, darüber die Gemäldeepitaphien für den Bürgermeister Wolfgang Probst den Jüngeren mit einer Darstellung der Aufnahme Mariens in den Himmel, sowie für die Zunft der Zimmerleute und Maurer mit einer Darstellung der Bekehrung des Paulus aus dem Jahr 1682.
An der Westwand südlich ist ein Grabmal eines Arztes zu finden, auf dem im oberen Bildfeld die Beweinung Christi in Anwesenheit eines Arztes und unten der Arzt mit einem Uringlas dargestellt sind, ebenfalls vom Meister mit dem Winkeleisen von 1510. Das Grabmal eines Priesters mit einer Darstellung des Erbärmde-Christus stammt aus dem zweiten Drittel des 14. Jahrhunderts.
Neben dem Eligius-Altar ist am östlichen Choreingang des Nordschiffes die Grabplatte der Margarethe, Ehefrau des Conrad von Freyberg aus dem Jahr 1439 zu finden, welche dem Meister der Schwangau-Tumba zugeschrieben wird. Sie zeigt das Allianzwappen derer von Freyberg-Stadion und Wildleute auf Kapitellen unter Baldachinen und Kielbogen.

## Würdigung
Die Pfarrkirche Mariä Himmelfahrt in Landsberg bezeugt durch ihre Abmessungen und die architektonische Gestaltung den Stolz der Stadt, die durch ihre exponierte Lage besonders gefordert war. Für den Bau wurde Matthäus Ensinger aus Ulm berufen, der mit seinen Nachfolgern in relativ kurzer Zeit ein einheitliches Bauwerk aus Backstein erbaute, das zwischen der westlicheren und der altbayerischen Region vermittelt. Die ungewöhnlich reichhaltige Ausstattung mit Farbglasfenstern aus der Bauzeit und kurz danach gehört zu den kostbarsten Kunstwerken der Kirche. Die Barockisierung der Kirche durch Wessobrunner Meister sowie durch Münchner und Augsburger Maler ergibt zusammen mit den zahlreichen Altären einen lebendigen Eindruck über die Wandlungen der Ausstattungskunst über ein Jahrhundert hinweg. Dank dem Großauftrag konnte die Luidl-Werkstatt in zwei Generationen eine weit in die Region hineinwirkende Tätigkeit entfalten. Im 19. Jahrhundert konnte mit dem Glasmalereizyklus von hoher Qualität der Münchner Glaswerkstätten und der Landsberger Bürgerschaft noch einmal an die vorherigen Kunstleistungen angeknüpft werden. Das 20./21. Jahrhundert dokumentiert mit den aufwändigen Erhaltungsmaßnahmen noch einmal die hohe Wertschätzung der Kirche durch die Bevölkerung von Stadt und Umland.